# Guerra em Donbas (2014–2022)
A Guerra na Donbass (ou Donbas), também referida como Guerra no leste da Ucrânia ou Rebelião pró-russa na Ucrânia, e oficialmente pelo governo ucraniano como a Operação Anti-Terrorista (ATO) foi um conflito armado na região da Bacia do Donets (abreviadamente, Donbas ou Donbass), na Ucrânia. Desde o início de março de 2014 até fevereiro de 2022, manifestações de grupos pró-russos e antigoverno ocorreram nos oblasts de Donetsk e Luhansk, que integram a região da Bacia do Rio Donets, na sequência da Revolução Ucraniana de 2014 e do movimento Euromaidan. Esse conflito armado ocorreu em parte do território ucraniano que foi objeto de diversos protestos pró-russos em todo sul e leste da Ucrânia. Trata-se de um conflito armado opondo as forças separatistas das autodeclaradas Repúblicas Populares de Donetsk e Lugansk contra o governo ucraniano. Os separatistas são amplamente liderados por cidadãos russos. Os paramilitares voluntários russos são relatados por compor entre 10%  e mais de 50% dos combatentes.
Após o colapso da União Soviética em 1991, a Ucrânia se firmou como uma nação independente. Contudo, no leste, especialmente nos oblasts de Donetsk e Luhansk (na região de Donbas), as minorias russas começaram a reivindicar mais autonomia política, algo que o governo central em Kiev resistia. No final da década de 2000, o governo ucraniano passou a buscar uma maior aproximação com a Europa Ocidental, algo que a Rússia via com maus olhos. Em 2013, em meio a uma crise econômica, o presidente Víktor Yanukóvytch rejeitou um acordo com a União Europeia e iniciou uma reaproximação com o governo russo. A população ucraniana, principalmente aquelas concentradas nas grandes cidades do oeste, iniciaram enormes protestos (conhecidos como Euromaidan) e forçaram o presidente Yanukóvytch a renunciar em fevereiro de 2014. Aproveitando-se do caos político que se seguiu na Ucrânia, a Rússia anexou, em março, a região da Crimeia. No mês seguinte, protestos pró-Rússia se intensificaram na região de Donbass, no leste, exigindo autonomia política. O governo ucraniano afirmou que essas manifestações eram orquestradas por Moscou para desestabilizar o país. Em abril de 2014, a revolução no leste da Ucrânia virou uma revolta armada, com militantes pró-Rússia pleiteando ser uma nação independente, fundando as repúblicas autônomas de Donetsk e de Luhansk, que receberam apoio militar e econômico da Rússia.

Evolução do controle territorial do Donbas de Junho até Setembro de 2014
Território controlado pelos separatistas
Território anteriormente controlado por insurgentes, mas retomado pelas forças do governo ucraniano.

Como resposta a insurreição no leste, o governo ucraniano iniciou a chamada "Operação Anti-terrorista", lançando uma série de ofensivas e reavendo várias cidades e regiões ocupadas pelos separatistas. Em agosto de 2014, as forças rebeldes já haviam sido empurradas para o território próximo a fronteira. Frente a esses reveses, a Rússia optou por modificar sua estratégia de guerra híbrida e apostou em táticas mais convencionias, com reforços cruzando a fronteira com suprimentos e armas, sendo que em alguns casos, o exército russo chegou a combater os ucranianos diretamente. Em 22 de agosto, o governo ucraniano definiu a situação naquele momento como "uma invasão russa", gerando protestos do Ocidente. A Rússia assumiu uma posição ambígua, negando a presença de seus militares em solo ucraniano, mas reconhecendo a presença de "especialistas" e utilizando outros eufemismos, ao mesmo tempo que confirmava que protegeria a população de origem russa no leste da Ucrânia. Em fevereiro de 2015, seguindo protocolos de paz e outras negociações, ambos os lados firmaram um acordo chamado de Minsk II. Após uma grande batalha em Debaltseve, a guerra diminuiu de intensidade, os dois lados começaram a construir extensas redes de trincheiras, casamatas e túneis na linha de frente, se transformando em uma guerra de trincheiras, com poucos ataques direitos mas esporádicos tiroteios e bombardeios. A guerra passou a ser caracterizada como um "conflito congelado", embora combates continuassem, de forma esporádica, matando soldados e civis. Entre 2015 e 2020, houve mais de vinte e nove acordos de cessar-fogo, com a maioria sendo violados por ambos os lados.
Em outubro de 2019, a OSCE, a liderança separatistas e o governo ucraniano concordaram em um "mapa para paz", porém ao final de 2020 a situação voltou a um impasse, com ambos os lados acusando um ao outro de violar acordos de cessar-fogo. Ao final de 2021, o governo russo começou a mover uma enorme quantidade de tropas e equipamentos para a fronteira Rússia-Ucrânia. O presidente russo Vladimir Putin afirmou que via com maus olhos a reaproximação da Ucrânia com o Ocidente e rechaçava a ideia do país vizinho de ingressar na OTAN. Putin via o território ucraniano, assim como outros países da Europa oriental, como parte central da zona de influência russa, afirmando que a presença militar da OTAN no leste da Europa colocava a Rússia em perigo. Em fevereiro de 2022, o governo russo reconheceu formalmente a independência das zonas separatistas das auto-proclamadas repúblicas populares de Lugansk e Donetsk. Tropas russas então cruzaram a fronteira, levando a uma enorme crise diplomática internacional e reatiçando os combates no leste.

## Antecedentes
A Bacia do Donets (em ucraniano:  Донбас; em russo:   Донба́сс; também chamada de Donbass) é composto pelos oblasts de Donetsk e Lugansk, com uma população pré-guerra de aproximadamente 4,5 milhões. Segundo um censo de 2001, sua composição étnica era de aproximadamente 57% dessa população de origem ucraniana, 38% eram etnicamente russos e outros 4,3% eram de outras origens. Contudo, 72% da população afirmava ter o russo como língua nativa, em contraste com 26% da população que tinha o ucraniano como língua mãe.
Até o século XVIII, a região era controlada pelo Canato da Crimeia, quando foi tomada pelo Império Russo. Os russos chamaram a região de Новоро́ссия ("Novorossiya", ou "Nova Rússia"). No século XIX, com a revolução industrial, a região se tornou importante para o império devido a sua produção de carvão. A população na região sempre foi etnicamente diversa, com um censo 1897 reportou que mais da metade dos habitantes de Donets eram ucranianos, enquanto russos eram 28%. Outras minorias incluíam gregos, alemães, judeus e tártaros.
No decorrer de boa parte do século XX, a Ucrânia se tornou uma República soviética. Durante o regime de Josef Stalin, a região passou por um processo de "russificação". Os ucranianos foram duramente afetados pelas políticas de Stalin, como o Holodomor, que matou mais de 2,5 milhões de pessoas. A russificação se expandiu, com as escolas ensinando primordialmente o russo, além da repressão cultural da Ucrânia. Russos étnicos começaram a chegar em peso no leste do país e ao fim da década de 1950, eles já eram 2,5 milhões. Já no final dos anos 80, o percentual de russos vivendo em Donets já havia chegado a 45% da população.
Com a dissolução da União Soviética em 1991, boa parte da população do leste da Ucrânia eram favoráveis a relações mais próximas com a Rússia. Já o resto do país, principalmente nas áreas mais a oeste, defendiam uma maior integração com o Ocidente. Em 1993, greves de mineiros pediam a redução do poder do governo federal e mais autonomia para a região de Donets. Apesar da maioria da população do leste favorecer a federalização, o governo em Kiev favoreceu uma política de centralização do poder e estado unitário, assim Donets não ganhou qualquer autonomia. No período de 2004-05 ocorreu a chamada Revolução Laranja, com a população do oeste da Ucrânia protestando contra primeiro-ministro Víktor Yanukóvytch. A população de Donets apoiou Yanukóvytch (que era nativo da região). Aproveitando a situação de caos político da nação, o povo de Donets começou a pedir por um referendo popular para tentar estabelecer uma República autônoma no leste ou até mesmo uma secessão completa da Ucrânia. Nenhuma das ideias foi adiante. Em 2006, contudo, Yanukóvytch voltou ao cenário político e seu partido passou a ser um dos maiores no Parlamento. Em 2010, ele foi eleito presidente em um apertado pleito. Neste mesmo ano, seu governo passou uma controversa lei de línguas, permitindo a região de Donets a adotar o russo como língua semi-oficial, usando na administração pública e até em cortes.
Então, entre novembro de 2013 e fevereiro de 2014, manifestações tomaram conta da capital ucraniana de Kiev. Os protestos se espalharam e ganharam força, ficando a ser conhecidos como Euromaidan. Uma das principais queixas era a política cada vez mais amigável de Yanukóvytch com Vladimir Putin, o presidente russo. A população etnicamente ucraniana (77%, no geral), especialmente no oeste, preferia uma maior aproximação com a União Europeia. A 22 de fevereiro de 2014, Viktor Yanukovych renuncia e foge para Moscou. Um governo de transição assume e busca se distanciar da Rússia e buscar melhores relações com o Ocidente, especialmente para aliviar a crise econômica que atravessava a nação. No meio deste caos, outra região ucraniana onde a maioria da população é de origem russa, a Crimeia, pediu para se separar da Ucrânia. Protestos russofílicos começaram e uma crise se instaurou. A Rússia respondeu desembarcando tropas na região e, com apoio da classe política local, formalmente anexou a Crimeia (via referendo, embora este foi duramente questionado dentro e fora da Ucrânia).
Tentando algo similar ao que aconteceu na Crimeia, onde o governo central em Kiev foi fraco em responder, a população de origem russa no leste do país começou a protestar em massa pedindo a secessão das regiões de Donets da Ucrânia. Manifestantes pró-Rússia tomaram prédios públicos e começaram a controlar ruas e bairros inteiros em Donetsk e Lugansk, onde os protestos foram mais intensos.
Em Donetsk, o povo de maioria russa começou a pedir por mais autonomia e por um governo regional que atendesse as necessidades do povo. Como as exigências dos manifestantes foram ignoradas, a liderança do movimento pró-Rússia se reuniu e em 7 de abril de 2014 proclamaram a criação da República Popular de Donetsk. Vinte dias depois, foi a vez de Lugansk declarar sua independência e proclamar a República na sua região.
Perdendo o controle da situação, ainda em abril, o governo em Kiev reagiu, e ordenou que suas forças armadas lançassem operações "anti-terrorismo" no leste, visando reverter o processo de independência em Donets. Mesmo assim, a situação continuava a se deteriorar com milícias pró-Rússia fortemente armadas tomando controle de várias cidades e edifícios públicos. O governo ucraniano passou a acusar a Rússia de instigar os separatistas e até arma-los. Várias unidades do exército da Ucrânia baseadas em Donets ou se renderam ou espontaneamente mudaram de lado e passaram a apoiar os rebeldes. O leste do país caminhava então para uma guerra civil aberta.

### Referendo e governo popular

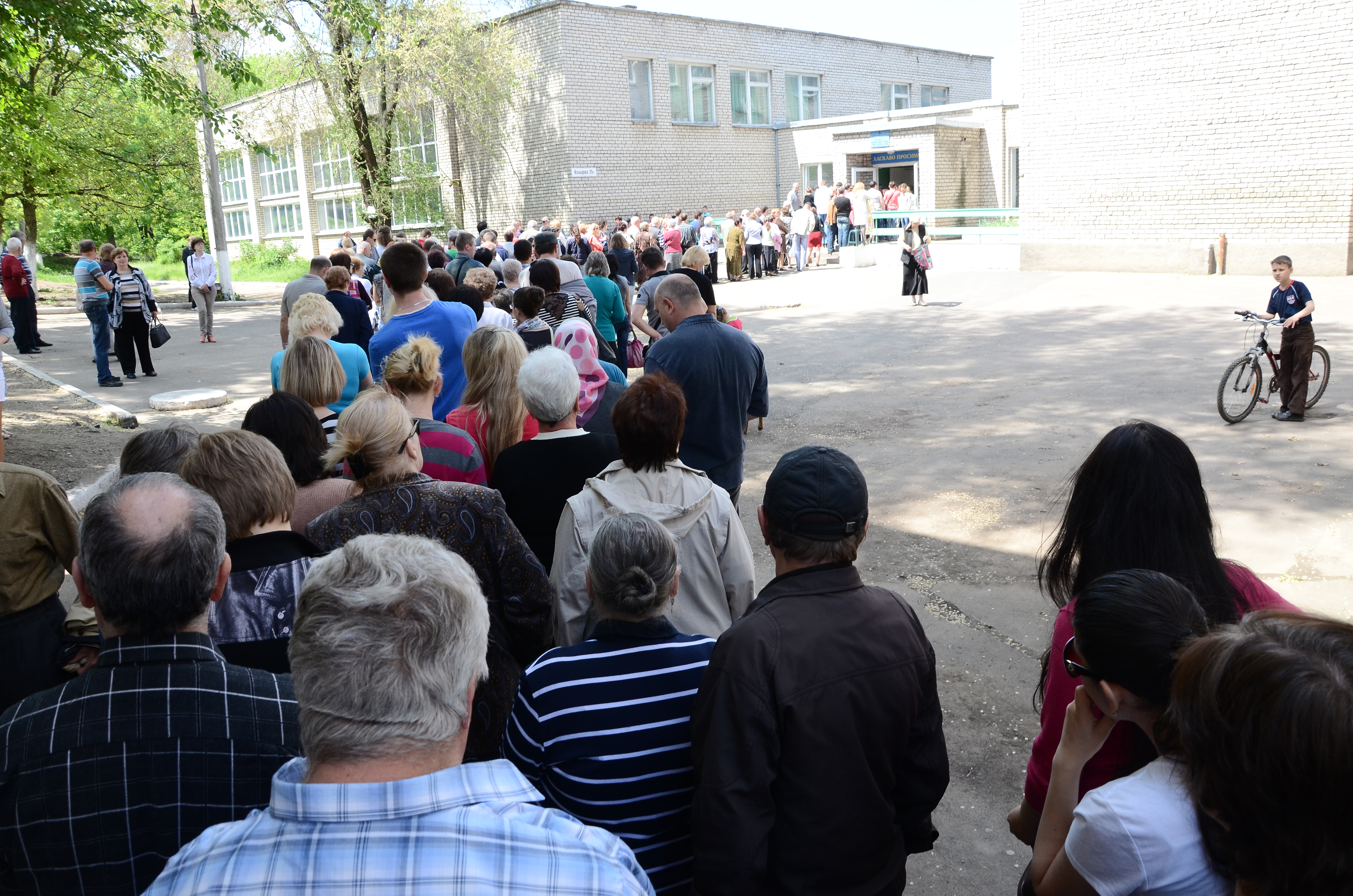
Referendos em Donetsk e Lugansk de 2014

Com boa parte do leste da Ucrânia ocupada por milícias separatistas pró-Rússia, um referendo foi convocado, apesar da intensificação dos combates com o governo ucraniano lançando suas tropas em ofensivas contra Donets. A 11 de maio de 2014, após as apurações do referendo, são autoproclamadas formalmente Repúblicas Populares de Lugansk e Donetsk, com os federalistas e pró-russos se declarando independentes do atual governo de Kiev: "Pela primeira vez formaremos um Governo verdadeiramente popular e posteriormente formaremos nossas Forças Armadas e os corpos da ordem" e "a vitória do referendo não representa a saída imediata da Ucrânia nem a união com outros Estados" declarou o líder Denis Pushilin. O referendo do dia 11 de maio foi marcado por hostilidades no sudeste ucraniano entre civis e as forças militares de Kiev. As potências Ocidentais condenaram a organização do referendo. Em 24 de maio foi anunciada a fusão de Donetsk e Lugansk formando a Novorossiya (a Nova Rússia), tendo também uma discussão sobre incluir outras regiões, incluindo um projeto de Frente Popular para combater as políticas de Kiev.

## Guerra

### Movimentos iniciais
Em 13 de abril, as autoridades de Kiev lançaram uma operação especial no leste do país, com a participação das Forças Armadas. Segundo o presidente deposto Viktor Yanukovich, isso deixava a Ucrânia a "beira de uma guerra civil".

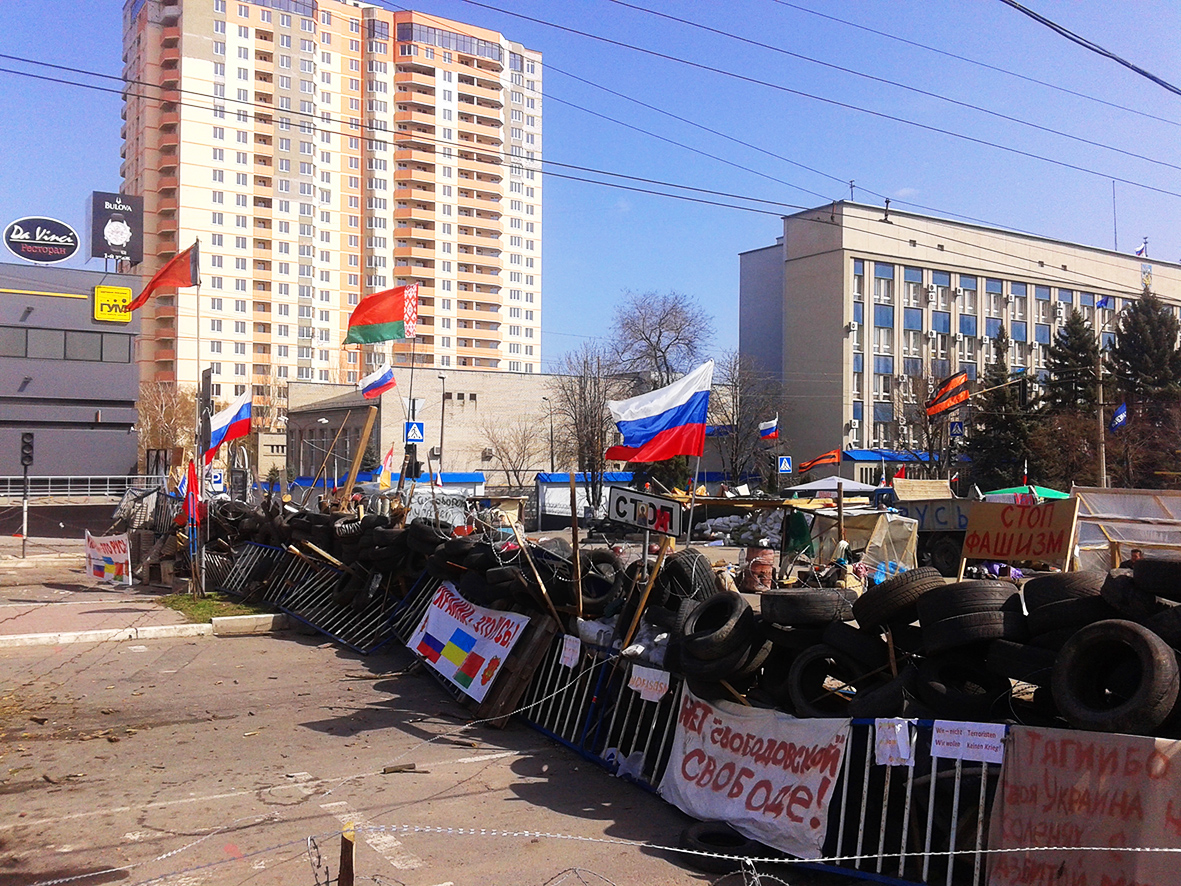
Uma manifestação pró-Rússia em Luhansk.

Em 17 de abril, foi celebrada uma reunião em Genebra, na Suíça, entre os ministros das Relações Exteriores da Ucrânia, da União Europeia, dos Estados Unidos e da Rússia, sendo aprovado um documento com medidas para pôr fim ao conflito, que seriam monitoradas pelos observadores da OSCE. As revisões à Constituição da Ucrânia também foram acordadas. No entanto, tal documento não foi aceito pelas milícias pró-russas.

### Intensificação dos combates

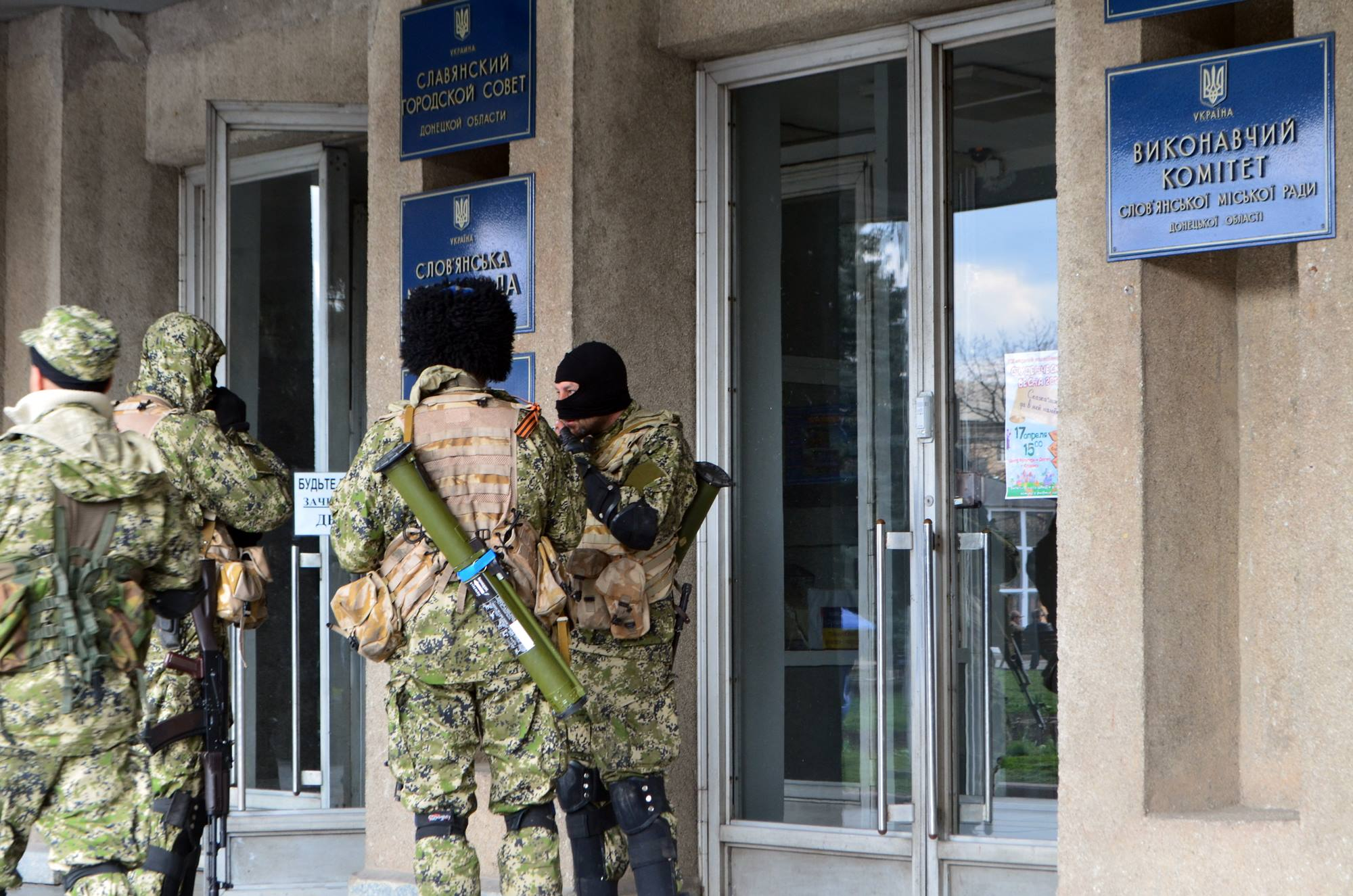
Militantes separatistas da Milícia Popular de Donbass tomando o conselho municipal de Sloviansk em Abril de 2014

Em 1 de maio, até 16 cidades e vilas do leste ucraniano estavam parcialmente ou totalmente em mãos de grupos armados pró-russos,  no dia seguinte a Ucrânia reconheceria publicamente que a situação nos oblast de Donetsk e de Lugansk estavam fora de seu controle. No dia 2 de maio, as autoridades de Kiev lançaram uma nova operação especial com a participação das Forças Armadas em Sloviansk.
Em maio se intensifica confrontos armados entre federalistas e as forças civis e militares do atual governo de Kiev.
Confrontos em Kramatorsk deixaram civis mortos, enquanto em Sloviansk rebeldes derrubam dois helicópteros ucranianos e acusaram Kiev pelas baixas em suas fileiras. Em Odessa um confronto envolvendo ultranacionalistas (Setor Direito) contra manifestantes russos resultou no incêndio do prédio dos sindicatos de Odessa causando a morte de 43 russos que ficaram encurralados pelos ultranacionalistas dentro do prédio. Em resposta, os federalistas ocuparam um prédio de um oligarca ucraniano em Donetsk e conseguiram libertar ativistas presos em quartel-general da polícia em Odessa.
Em 9 de maio, nas comemorações do Dia da Vitória, as forças de Kiev lançaram operações em Mariupol provocando mortes e um "dia de luto" na cidade rebelde que resistiu à ofensiva. Após resultados do dia 11 de maio os confrontos continuaram em Kramatorsk resultando em baixas nas forças armadas ucranianas. Enquanto o campo de batalha se concentra em Sloviansk e Kramatorsk e nas propostas de troca de reféns e da retirada de tropas de Kiev, os líderes federalistas anunciaram as nacionalizações das empresas dos oligarcas que apoiam o governo ucraniano e atuavam contra a revolta. Anteriormente Sloviansk tinha anunciado tal medida contra "homens de negócios com as mãos sujas, declarou o prefeito federalista."

### Eleição presidencial e escalada da violência

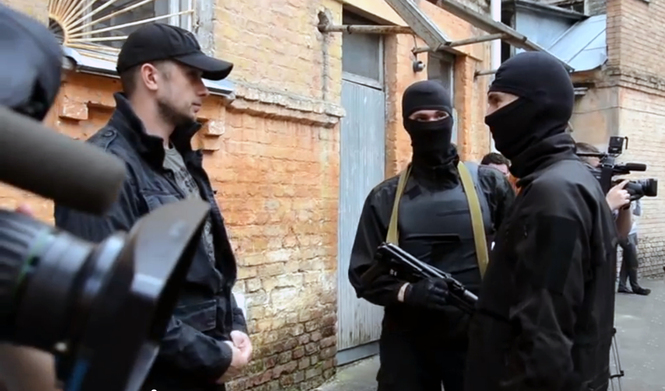
Soldados da milícia pró-Ucrânia Batalhão Azov em Mariupol em Junho de 2014

No final de maio, após o magnata Petro Poroshenko ser eleito presidente da Ucrânia prometendo de se reunir com Putin e de combater os insurgentes do leste, as hostilidades continuaram em Sloviansk deixando civis mortos, em Donetsk os rebeldes pró-russos intensificaram o conflito tentando ocupar o aeroporto, ao enviarem dezenas de insurgentes armados com lançadores de granadas e fuzis automáticos para impedir uma futura visita do presidente a região mineradora de Donbass a qual consideram ilegal. O exército ucraniano anunciou o início de uma "operação antiterrorista" com helicópteros de combate para retomar o controle do aeroporto tomado por rebeldes pró-Rússia durante a manhã. O ataque inicial com paraquedistas e jatos contra pró-russos em aeroporto deixou dezenas de baixas nas forças rebeldes e terminou no controle do aeroporto por forças ucranianas. Enquanto Sloviansk começa a evacuar moradores, principalmente crianças, um general ucraniano morreu em helicóptero militar abatido pelos rebeldes em meio a intenso tiroteio na região.
Entre abril e maio, quando a ofensiva do governo ucraniano contra o leste do país se intensificou, mais de 200 pessoas morreram nos combates.

### Ofensivas separatistas
No começo de junho, os rebeldes laçaram uma mega grande ofensiva em Lugansk e a força aérea ucraniana responde com ataques aéreos contra alvos rebeldes provocando vitimas civis, desde o fim das eleições presidenciais, Kiev procurava sufocar a insurgência através do seu poderio militar encontrando forte resistência em Sloviansk. Em junho de 2014, tropas leais ao governo central de Kiev retomaram o controle da importante cidade portuária e industrial de Mariupol.

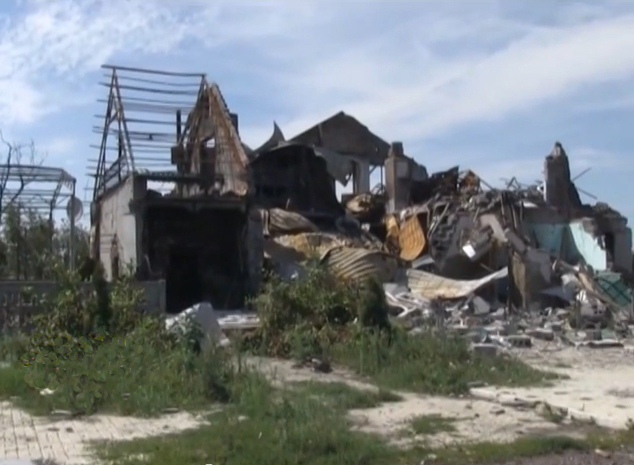
Destruição em Donbass.

Já no começo de julho de 2014, as forças ucranianas controlavam Kramatorsk e finalmente tomaram a cidade Sloviansk dos rebeldes que teriam recuado para Donetsk onde havia uma enorme presença separatista pró-russa. Enquanto Lugansk continuava sendo bombardeada por Kiev, os confrontos causando vítimas e destruição ao longo da linha de frente. Em 17 de julho de 2014, um Boeing 777-200ER foi derrubado na região de Donetsk sem deixar sobreviventes, o incidente com o voo Malaysia Airlines 17 continua sendo investigado. A derrubada do avião foi atribuída a grupos separatistas, armados com o sistema de lançamento de mísseis Buk, de fabricação russa.
Em 23 de julho, o Comité internacional da Cruz Vermelha reconheceu que os combates no Leste da Ucrânia constituíam uma situação de guerra civil.

### Ofensivas do governo ucraniano

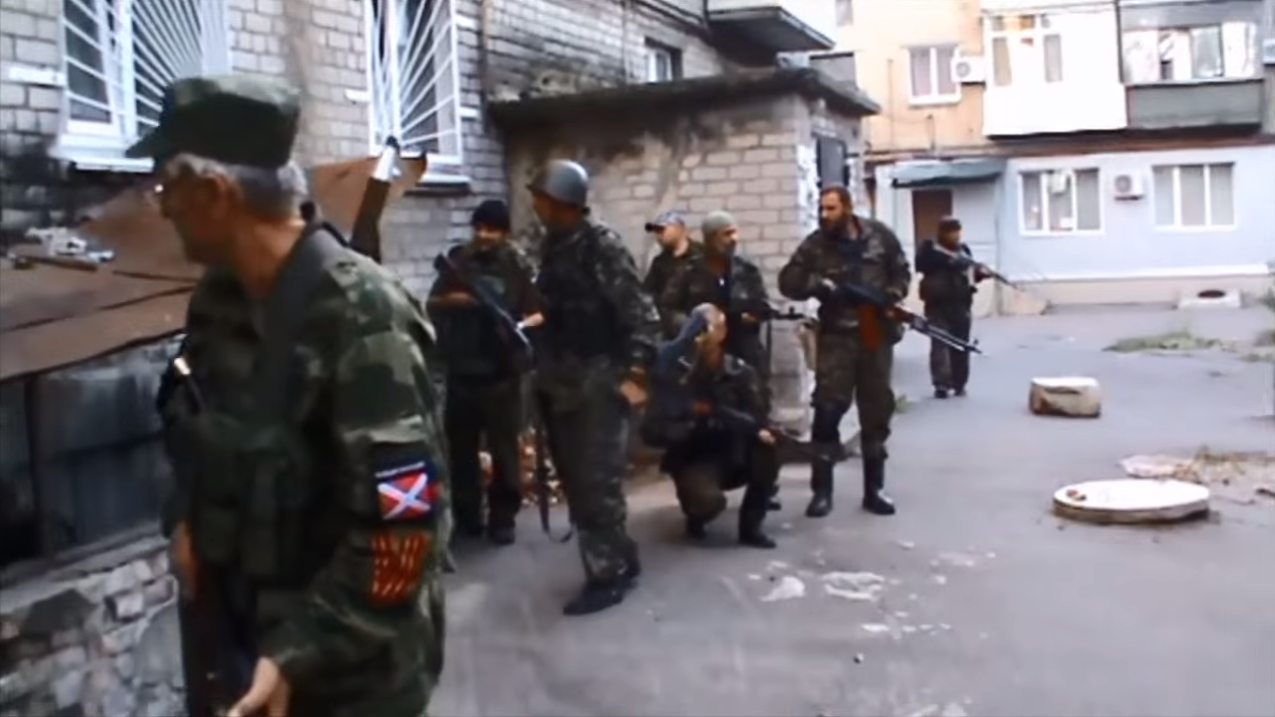
Tropas do Batalhão Esparta separatista em Ilovaisk em Agosto de 2014

Entre julho e agosto, o governo ucraniano lançou várias ofensivas contra o leste do país, visando reconquistar Donetsk e Lugansk. Os combates então se intensificaram, matando mais 1 100 pessoas entre abril e julho. As operações iniciais foram bem sucedidas e os rebeldes separatistas recuaram em diversas frentes, enquanto o exército ucraniano fazia progressos, conquistando várias cidades. Perante essa situação, o líder insurgente, Igor Girkin, exigiu mais ajuda russa e até teria pedido uma intervenção militar direto em seu favor. O presidente russo, Vladimir Putin, que segundo informações de inteligência europeias e americanas, já estaria armando os rebeldes, não respondeu diretamente. Por sua vez, a Rússia acusou as potências ocidentais de "terem dois pesos e duas medidas" ao suspenderem as restrições para a venda de equipamentos e de tecnologia militar à Ucrânia, as restrições que foram estabelecidas em 20 de fevereiro quando o Conselho Europeu, ou seja, "quando o presidente Víktor Yanukóvytch estava no poder." Nesse meio tempo, o líder rebelde, Pavel Gubarev, garantia que suas forças se sairiam vitóriosas em Donbass. A crise humanitária na região também se acentuava. Em agosto, dados confirmados pela Acnur, estimava cerca de 730 mil refugiados do conflito na Rússia. Enquanto o governo de Kiev continuava ganhando terreno no leste, as potências ocidentais anunciaram mais uma rodada de sanções econômicas contra a Rússia devido ao seu envolvimento no conflito.

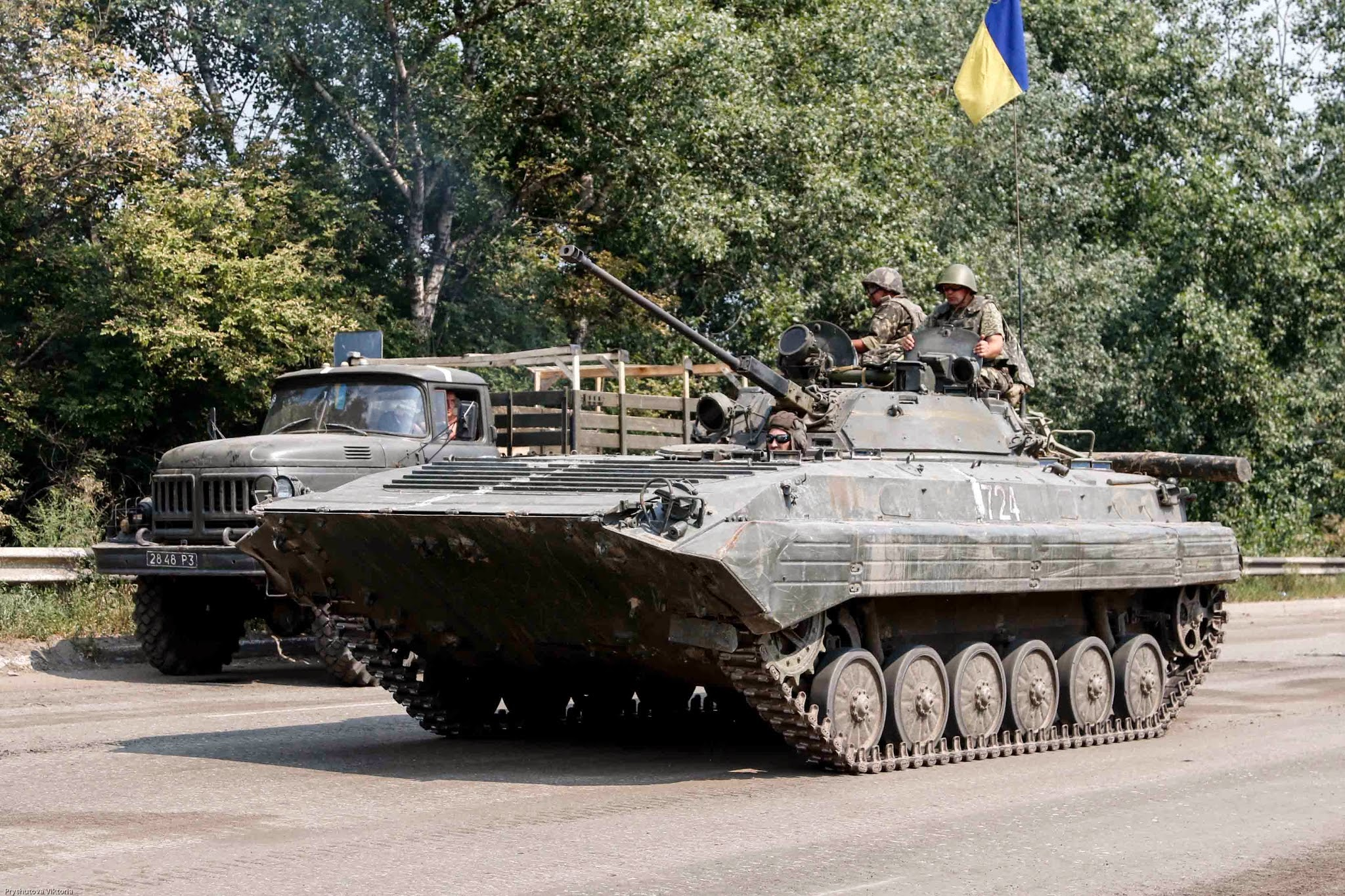
Tropas ucranianas em Donbass.

Em meados de agosto, a ofensiva ucraniana a leste prosseguia a todo o vapor enquanto os rebeldes recuavam. Vários importantes redutos rebeldes na região de Donbass foram atacados. As cidades de Donetsk e Lugansk, considerados os principais focos da rebelião separatista, já estariam cercadas por tropas leais a Kiev. Enquanto isso, cerca de 45 000 soldados russos se aproximavam da fronteira ucraniana, com o apoio de equipamento pesado incluindo tanques de guerra, sistemas de mísseis, aviões de combate e helicópteros, segundo um porta-voz militar ucraniano. A OTAN expressou preocupações afirmando que era alta a probabilidade de a Rússia invadir a Ucrânia, com o propósito de impedir o colapso dos rebeldes no leste do país. O governo russo negou que a movimentação fosse agressiva e disse que enviaria uma coluna com ajuda humanitária para a população daquela localidade. Enquanto isso, as cidades de Pervomaisk, Kalynove e Komyshuvakha, no oeste de Luhansk Oblast, próximo de Popasna, foram tomadas por forças ucranianas após violentos combates. Durante todo esse período, o cerco e bombardeio de Donetsk prosseguiam. Nesse meio tempo, Igor Girkin renunciou ao posto de líder dos rebeldes na região. Ele foi substituído pelo comandante Vladimir Kononov.
A 14 de agosto, foi então reportado que uma coluna de blindados russos havia penetrado no território ucraniano, na região de Izvaryne, controlada pelos insurgentes. A veracidade da informação teria sido confirmada pela OTAN. O presidente da Ucrânia, Petro Poroshenko, afirmou que os militares do país abriram fogo contra o comboio russo, destruindo vários dos seus veículos. A autenticidade do ocorrido não foi confirmada, mas seria a primeira vez que tropas ucranianas e russas se enfrentaram no conflito. A Rússia negou as informações e classificou as acusações como "fantasiosas". Frente a esses retrocessos, o primeiro-ministro da auto proclamada República Popular de Donetsk, Alexander Zakharchenko, afirmou que os rebeldes estariam recebendo reforços que incluíam cerca de 150 veículos blindados, incluindo 30 tanques, que teriam sido abandonados pelo exército ucraniano, e ainda 1 200 combatentes que teriam sido treinados na Rússia. A Ucrânia, em resposta, teria pedido mais ajuda militar da OTAN e da União Europeia.
Enquanto a ofensiva governamental contra os separatistas em Donetsk e Lugansk avançava, foi reportado que blindados russos atravessaram a fronteira ucraniana em Mariupol, num território em disputa entre rebeldes separatistas e tropas leais a Kiev. Segundo o Conselho de Defesa da Ucrânia, os veículos inimigos teriam sido repelidos e recuaram após uma curta, porém violenta luta. Em um outro incidente, um grupo de paraquedistas da Rússia teria sido capturado por soldados ucranianos no seu lado da fronteira. Essas ações receberam críticas da comunidade internacional e levantou suspeitas de uma possível intervenção militar russa no leste da Ucrânia. Uma fonte do ministério russo da Defesa confirmou a detenção destes combatentes do país, mas afirmou que estes haviam entrado em território ucraniano por engano. Já Sergey Lavrov, ministro das relações exteriores de Moscou, disse que não tinha conhecimento de tais eventos e afirmou que tudo isso é uma campanha de desinformação do governo ucraniano. No meio tempo, os rebeldes lançaram uma contra-ofensiva em larga escala para tentar deter o avanço das forças governamentais na região de Donbass. Os separatistas firmaram posições nas estradas entre Donetsk e Novoazovsk, onde várias localidades próximas a este município, perto do mar de Azov, teriam caído nas mãos dos guerrilheiros. Eles também tomaram rapidamente vários vilarejos na cidade de Starobesheve e se apossaram de muitos equipamentos militares abandonados. Cidadãos locais afirmaram que soldados com sotaques russos e sem insígnias ajudaram os insurgentes na luta.

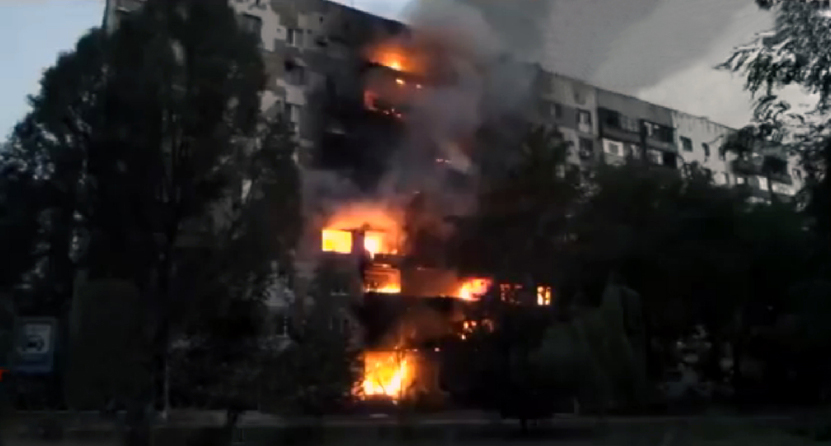
Um prédio queimando em Shahtersk, na região de Donetsk, após combates entre separatistas e forças do governo ucraniano, em agosto de 2014.

### Impasse e contra-ataques rebeldes
As contra-ofensivas separatistas no leste coincidiram com aumento nas denúncias de que a Rússia estaria intervindo militarmente na Ucrânia. Militares ucranianos afirmaram que capturaram dezenas de soldados russos que estavam do lado dos rebeldes. Apesar do governo de Vladimir Putin, em Moscou, continuar a negar qualquer tipo de invasão, o primeiro-ministro da autoproclamada República Popular de Donetsk, Alexander Zajarchenko, afirmou que muitos soldados russos haviam se unido aos separatistas. Segundo ele, esses combatentes "preferiram não passar as férias na praia, e sim ao lado de seus irmãos lutando pela liberdade de Dobnbass". A OTAN afirmou que haviam pelo menos 1 000 soldados da Rússia no país. Porém, o ministério das relações exteriores russo voltou a afirmar que eles "não tem interesse em fragmentar a Ucrânia". Enquanto isso, no fim de  agosto, em Snizhnye, uma cidade em disputa no leste ucraniano, uma coluna de soldados russos teria sido atacado por mísseis BM-21 Grad e pelo menos 100 pessoas teriam morrido. Apesar de nenhuma dessas informações pudesse ter sido verificada como verdadeiras ou não, líderes de nações ocidentais, como a França e os Estados Unidos, condenaram a suposta invasão russa. Enquanto isso, os combates se intensificavam por toda a região oriental da Ucrânia.
No fim de agosto e começo de setembro, as contra-ofensivas rebeldes pareciam ir bem. Apesar da Guarda Nacional do governo ter retomado a cidade de Komsomolske, em Donetsk Oblast, no resto do país as forças leais a Kiev ou retrocediam ou empancavam. Militares afirmaram que tropas russas, incluindo tanques de guerra, estariam ajudando os separatistas, algo que o Kremlin continuava a negar até então. Em Luhansk, onde as tropas ucranianas pareciam estar fazendo progressos, foram surpreendidos com vigorosas investidas dos insurgentes. A 1 de setembro, o aeroporto da cidade foi reconquistado pelos rebeldes. Novamente, a presença de combatentes da Rússia foi apontada por observadores e por oficiais governistas da Ucrânia.
Nos primeiros dias de setembro, os combates também se intensificavam na importante região sudeste da Ucrânia. Em Mariupol, tiroteios e bombardeios de artilharia assolavam a área, enquanto forças separatistas tentavam ocupar esta cidade. Militares ucranianos teriam contra-atacado e conseguido manter suas posições, mas o barulho de explosões ainda eram ouvidos por toda a região.

### Acordos de Minsk e negociações

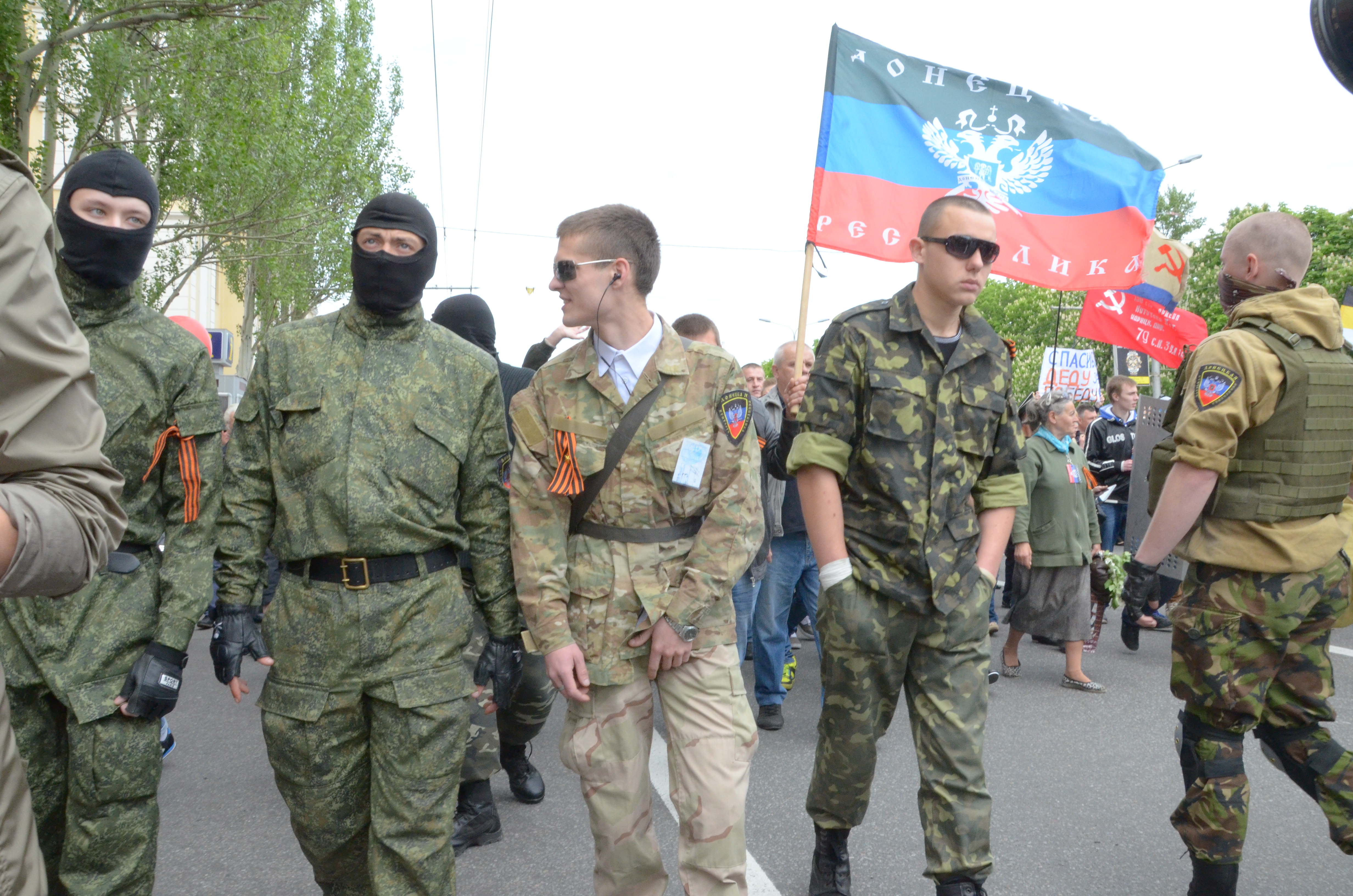
Insurgentes separatistas marchando em Donetsk.

No dia 5 de setembro, representantes dos governos russo e ucraniano, reunidos em Minsk, iniciaram a negociação para um acordo de cessar-fogo no leste do país. Na sexta feita, representantes da Ucrânia e dos rebeldes pró-russos assinaram, em Minsk, um acordo para o cessar-fogo, mediado pela Rússia e da Organização para a Segurança e Cooperação na Europa. Quase três mil pessoas já tinham morrido na guerra até então, com outras um milhão fugindo de suas casas. Nos dois dias seguintes, apesar de uma redução dos confrontos, as duas partes se acusavam de violações isoladas do acordo. Combates continuaram a ser reportados no leste da nação. Nos arredores de Mariupol, tiros e bombas eram ouvidas enquanto os rebeldes esporadicamente tentavam avançar. Nesse meio tempo, o aeroporto de Donetsk, que estava em mãos dos separatistas, foi bombardeado pela artilharia do governo ucraniano. Enquanto isso, o presidente da Ucrânia, Petro Poroshenko, afirmou que pelo menos 70% dos soldados russos que estavam no seu país já haviam se retirado, apesar do governo da Rússia não reconhecer que tinha qualquer tropa na região.
Com a interrupção das hostilidades, teve início o processo de troca de prisioneiros. Como parte das negociações também incluía planos de anistia aos combatentes envolvidos e ainda garantia "status especiais" para o leste da Ucrânia, incluindo algum nível de autonomia, especialmente para as regiões de Donetsk e Lugansk. Ao fim de setembro, militares ucranianos e rebeldes separatistas começaram a retirar as peças de artilharia das proximidades das linhas de frentes, com o intuito de criar uma zona desmilitarizada.
No dia 28 de setembro, cerca de 3 mil manifestantes pró-Ucrânia derrubaram, em Kharkiv, a maior estátua referente ao líder revolucionário que criou a União Soviética, Vladimir Lenin. E ainda no dia 28, algumas explosões puderam ser ouvidas no centro de Donetsk, segundo a prefeitura local.

#### Eleições separatistas e novas lutas

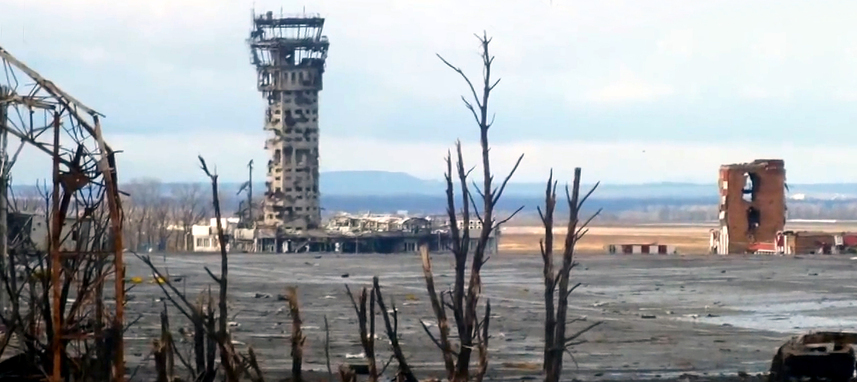
As ruínas do Aeroporto Internacional de Donetsk, abalado por semanas de intensos combates entre os rebeldes separatistas e militares do governo ucraniano.

No dia 2 de novembro de 2014, foram realizadas eleições nas regiões separatistas. Alexander Zakharchenko e Igor Plotnitsky foram vitoriosos, respectivamente na República Popular de Donetsk e na República Popular de Lugansk. O Ministério das Relações Exteriores da Federação da Rússia declarou que tais eleições foram, de um modo geral, muito bem organizadas, destacou o elevado índice de comparecimento do eleitorado, e sustentou que os representantes eleitos obtiveram mandato para a solução de tarefas práticas de restabelecimento da vida normal nas regiões. Por outro lado, o governo de Kiev, a União Europeia e os Estados Unidos disseram que o pleito careceria de legalidade e seria contrários aos termos do cessar fogo negociado em Minsk.

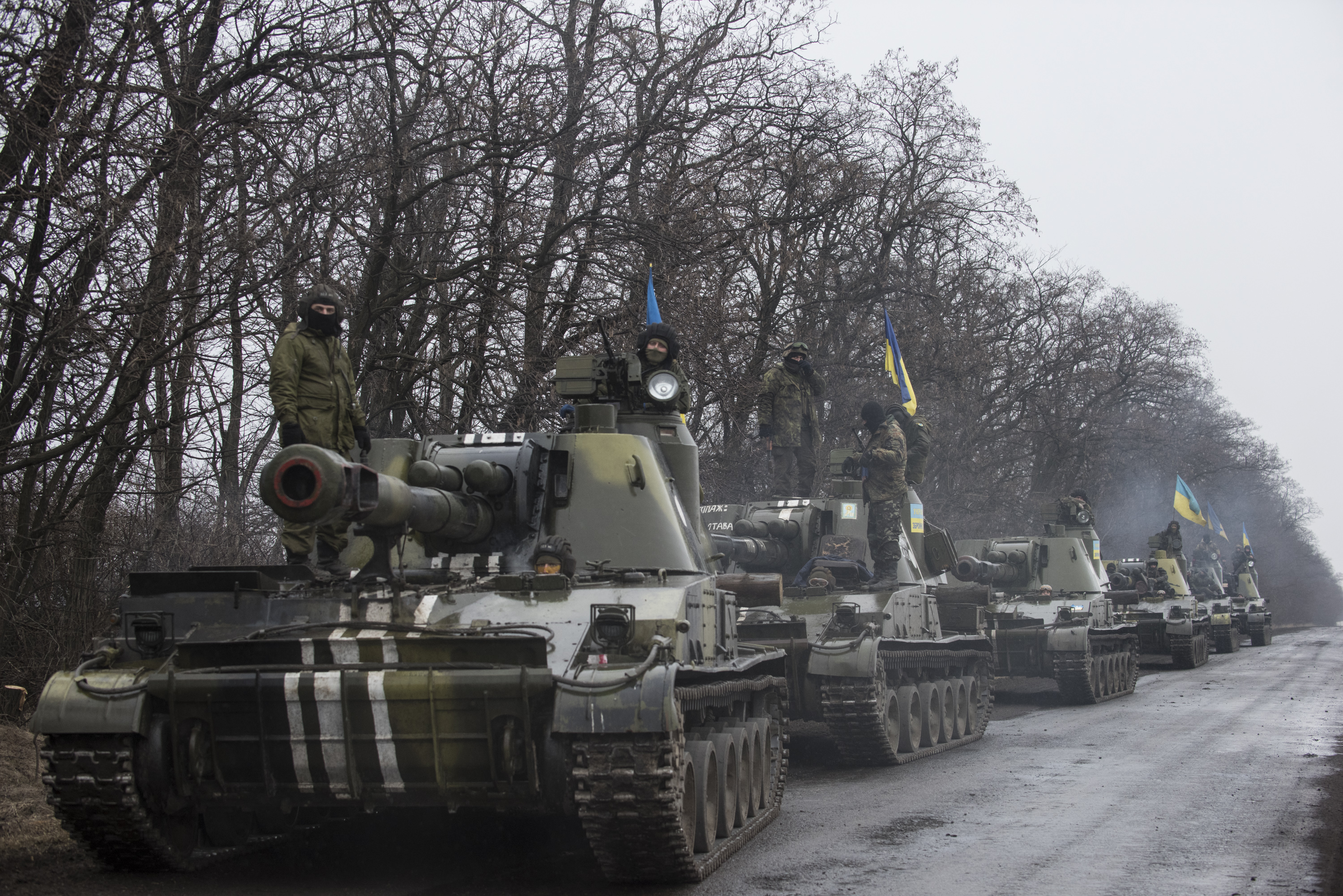
Tanques de guerra e soldados do exército ucraniano no leste do país.

A luta em Donbass continuou, mesmo com o cessar-fogo e mesmo após as eleições em territórios separatistas. Uma equipe da OSCE foi então enviada para supervisionar a situação. De acordo com os monitores do grupo, tropas e veículos blindados continuavam a se movimentar nas regiões controladas pelos rebeldes. Em novembro, o general Philip Breedlove afirmou que mais tropas russas e equipamentos militares estavam entrando na Ucrânia, em violação do Protocolo de Minsk. O ministério da defesa ucraniano afirmou que a movimentação era uma preparação dos rebeldes separatistas para atacar. Representantes do governo russo negaram tais informações.
De acordo com um relatório, no começo de dezembro de 2014, mais de 1 000 pessoas já haviam morrido em combates desde a assinatura do Protocolo de Minsk, firmado em setembro, que tentava encerrar as hostilidades. Ambos os lados foram acusados de não respeitarem o cessar-fogo naquele momento.
Em meados de janeiro de 2015, o governo ucraniano conseguiu recuperar boa parte do aeroporto de Donetsk. Os rebeldes contra atacaram e o exército nacional revidou, resultando em pesados bombardeios e combates em áreas residenciais, causando muitas perdas civis. No dia 21 de janeiro, o presidente Petro Poroshenko acusou a Rússia de enviar 9 000 soldados e equipamentos para o leste do país, instigando mais violência na região, enquanto os militantes separatistas renovavam suas ofensivas. Segundo a imprensa britânica, em um desses ataques os rebeldes conseguiram retomar de assalto o aeroporto internacional de Donetsk.

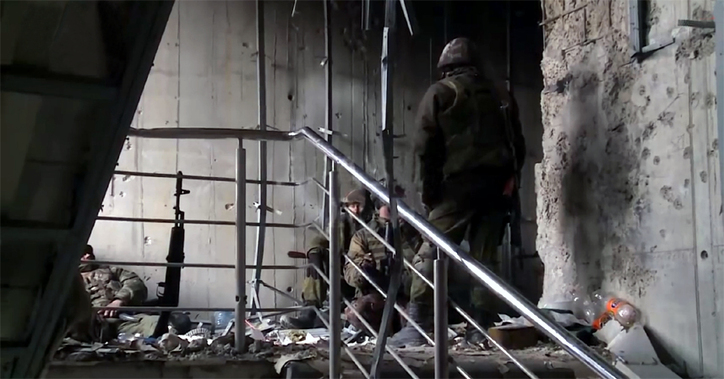
Militantes separatistas do Batalhão Somalia lutando pelas ruínas do Aeroporto de Donetsk em janeiro de 2014

A vitória no aeroporto permitiu que os rebeldes renovassem suas ofensivas no leste de forma mais eficiente, atacando tropas ucranianas por toda a região de Donetsk e Luhansk, conquistando alguns progressos. Com a maré da guerra voltando ao seu favor, os separatistas lançaram mais uma ofensiva ao redor de Mariupol, onde violentos combates foram reportados, ameaçando enterrar de vez o Protocolo de Minks e o cessar-fogo.

### Cessar-fogos e novos combates

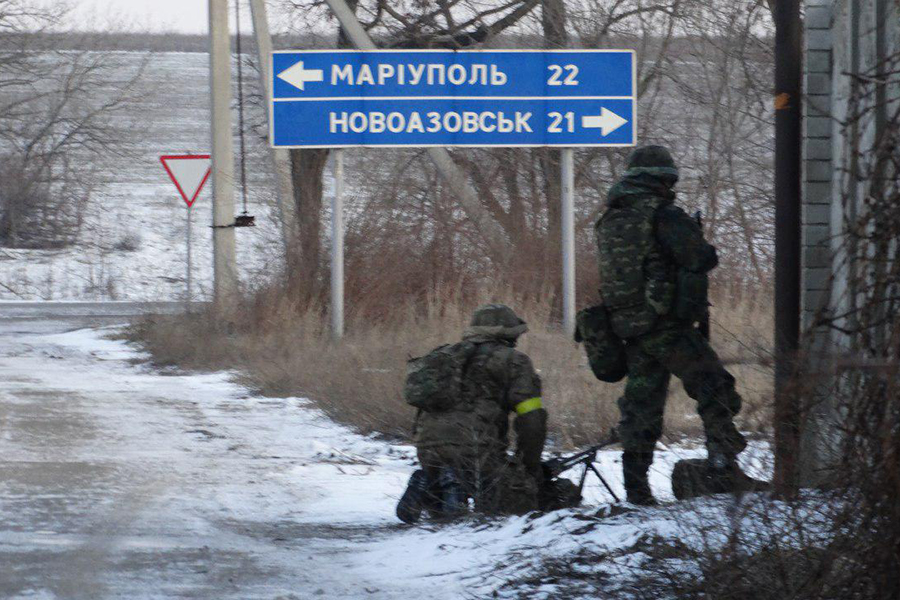
Tropas ucranianas em movimento durante a ofensiva de Shyrokyne em Fevereiro de 2015

Desde setembro de 2015, contudo, os combates reduziram vertiginosamente de intensidade, chegando a parar completamente em várias regiões. Acordos informais entre autoridades locais e separatistas fizeram parar os engajamentos e operações militares, por ambos os lados, em várias localidades, enquanto ajuda internacional tentava amenizar a crise humanitária na região. Especialistas afirmam que a guerra entrou numa nova fase chamada de "conflito congelado".
Novas negociações e tentativas de cessar-fogo aconteceram por 2016. Apesar disso, o final deste ano viu um crescimento da violência em várias áreas, enquanto outras regiões testemunharam de fato uma redição nas hostilidades. Contudo, combates entre separatistas e militares ucranianos começaram a ser reportados com mais frequência, ameaçando qualquer acordo de cessar-fogo. Nesse meio tempo, embargos econômicos e dificuldades de infraestrutura agravara ma crise humanitária no leste da Ucrânia.
O ano de 2016 acabou se tornando o primeiro desde 2014 em que o governo ucraniano não cedeu território para os separatistas e também foi o qual perderam menos tropas. Já em 2017, novos combates foram reportados. Militantes separatistas atacaram, entre janeiro e fevereiro, a cidade industrial de Avdiivka, num dos maiores flagrantes de violação do cessar-fogo após os acordos de Minsk. Soldados ucranianos resistiram e os dois lados acabaram acertando uma trégua. O ministro de relações exteriores russo, Sergey Lavrov, após se reunir com autoridades da Ucrânia, Alemanha e França, anunciou, durante um encontro na cidade de Munique, em 18 de fevereiro, um novo cessar fogo em território ucraniano foi acertado para aquele mês ainda. O governo ucraniano, contudo, acusaram os separatistas de viola-lo. O secretário-geral da OSCE, Lamberto Zannier, confirmou tais violações e disse que "não havia evidências da retirada das armas".

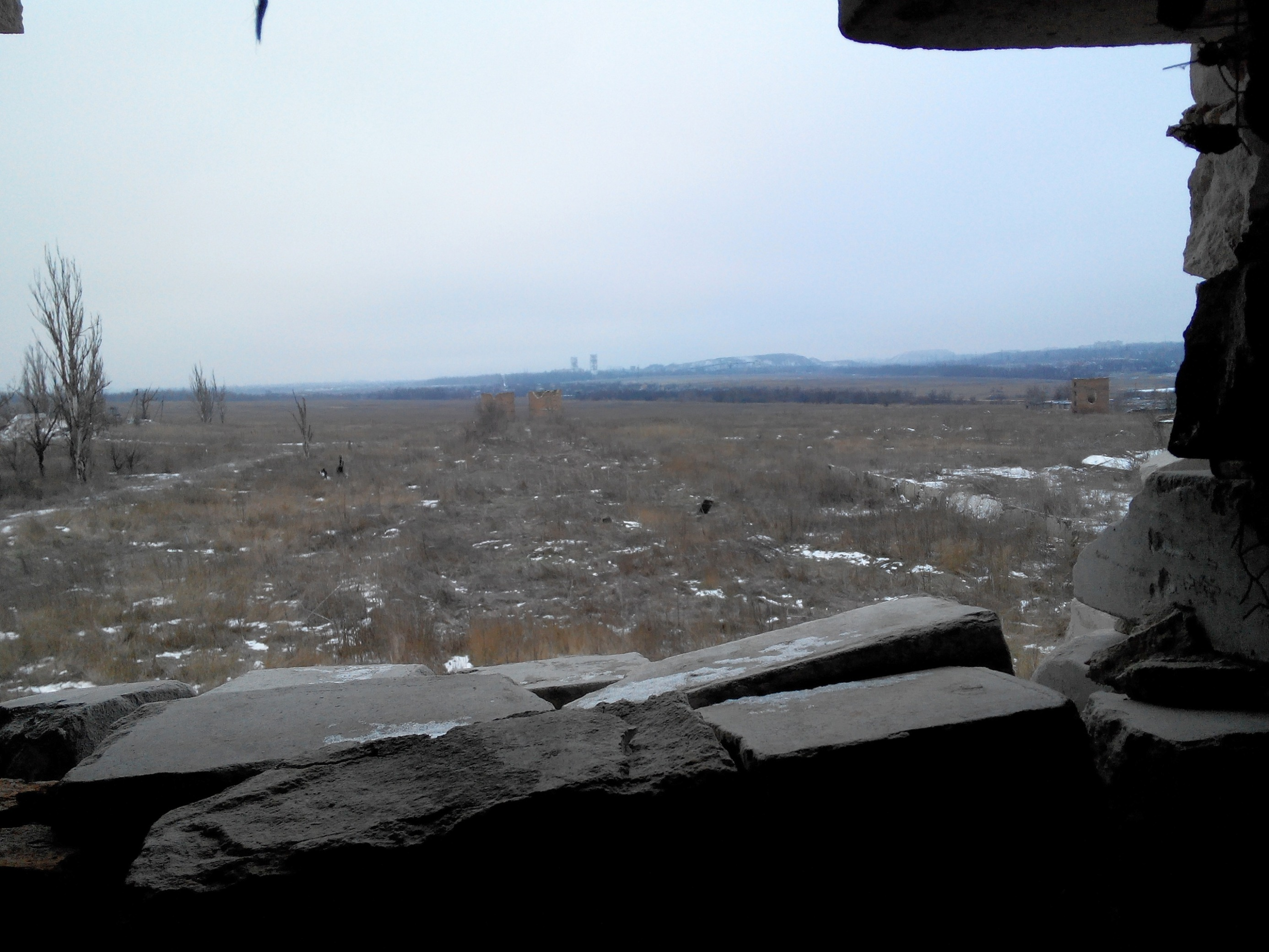
Uma posição do exército ucraniano em Pisky, na região de Yasynuvata, no centro do Oblast de Donetsk.

Em junho de 2017, outro cessar fogo foi firmado, mas ao mesmo passo das outras tentativas, acabou falhando rapidamente. Em agosto, outra trégua foi decretada, que acabou em novo fracasso, com ambos os lados acusando um ao outro de ser o responsável pela retomada dos combates. No natal, uma nova tentativa de cessar fogo aconteceu. Em menos de 24 horas, foi reportado, por diversas fontes, que soldados separatistas se aproveitaram da situação para realizar ataques nas fronteiras, matando vários militares ucranianos, provocando uma reação destes. Ainda assim, em 27 dezembro de 2017, em cumprimento ao acordo de Minsk, houve uma troca de prisioneiros, onde 73 soldados ucranianos aprisionados foram libertados em troca de 200 separatistas presos.
Em 18 de janeiro de 2018, parlamentares ucranianos passaram uma lei que tinha por finalidade dar legalidade ao plano de retomada do controle das áreas sob domínio dos separatistas, reconhecendo o território leste do país como "regiões ocupadas" e dando autoridade ao presidente Poroshenko para usar de força militar para reconquistar Donbass, ao mesmo tempo que legalizava um bloqueio econômico e sanções contra as cidades orientais rebeladas na Ucrânia. O governo russo afirmou que isso era uma violação dos Acordos de Minsk e sinalizava uma "preparação para guerra". Mais uma nova tentativa de cessar fogo foi firmado em 5 de março de 2018, mas as autoridades ucranianas acusaram os separatistas pró-Rússia de viola-lo em questão de dias.

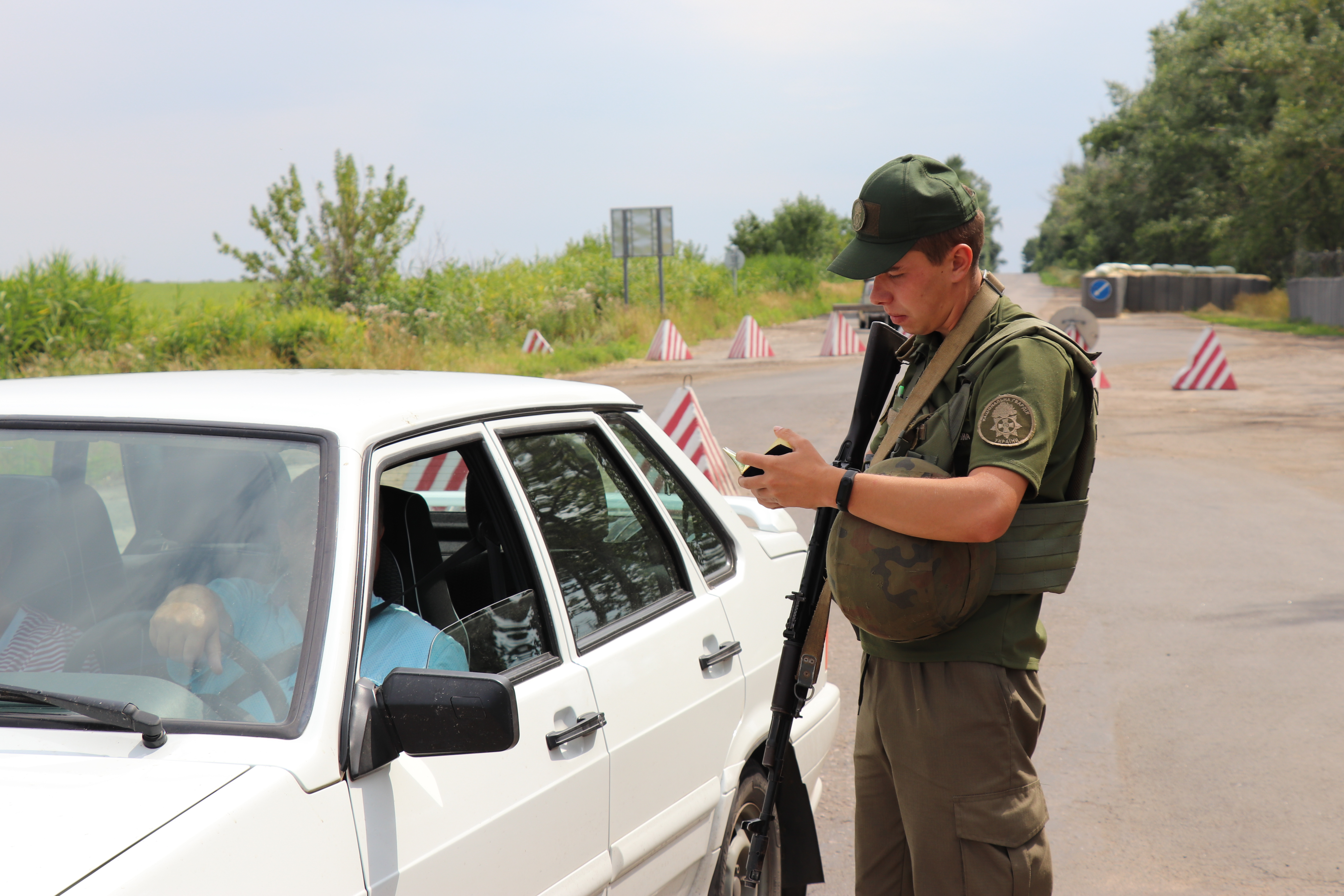
Soldado da Guarda Nacional da Ucrânia em um posto de controle militar próxima a zona da OFC, em 2019

Em 16 de março de 2018, o presidente ucraniano Petro Poroshenko, em uma conferência realizada em Vinnytsia, anunciou o fim das "operações anti-terroristas" no leste da Ucrânia, substituindo-as pela chamada "Operação de Forças Conjuntas" (OFC, ou Operatsiya Obyednanykh Syl), utilizando poderes dados a ele pelo parlamento para retomar o controle da região de Donbass. O general Serhiy Nayev foi apontado como comandante da OFC. Em 30 de abril, os Estados Unidos entregaram mísseis anti-tanque FGM-148 Javelin aos militares ucranianos, como parte do início de uma entrega sistemática de meios defensivos letais ao governo de Kiev. Enquanto isso, combates esporádicos continuaram a ser reportados nas fronteiras, ainda que com intensidade reduzida.
Durante todo o final de 2018, novas tentativas de cessar fogo foram firmadas, mas ambos os lados acusaram um ao outro de viola-las. Em 8 março de 2019, mais um cessar fogo foi acordado. Embora autoridades ucranianas afirmaram que separatistas apoiados pela Rússia tenham violado o acordo no mesmo dia, foi reportado que, por toda a linha de frente, que o número de combates e tiroteios começou reduzir a partir de 10 de março. Como de costume, a acusação de violação do cessar fogo foi mútua, com os separatistas também acusando as tropas ucranianas de os terem atacado. Ainda assim, a UNIAN (Agência de Informação Independente da Ucrânia) reportou que os combates, de fato, haviam caído consideravelmente até o fim do primeiro semestre de 2019.

### Outubro de 2019: Acordo da fórmula Steinmeier

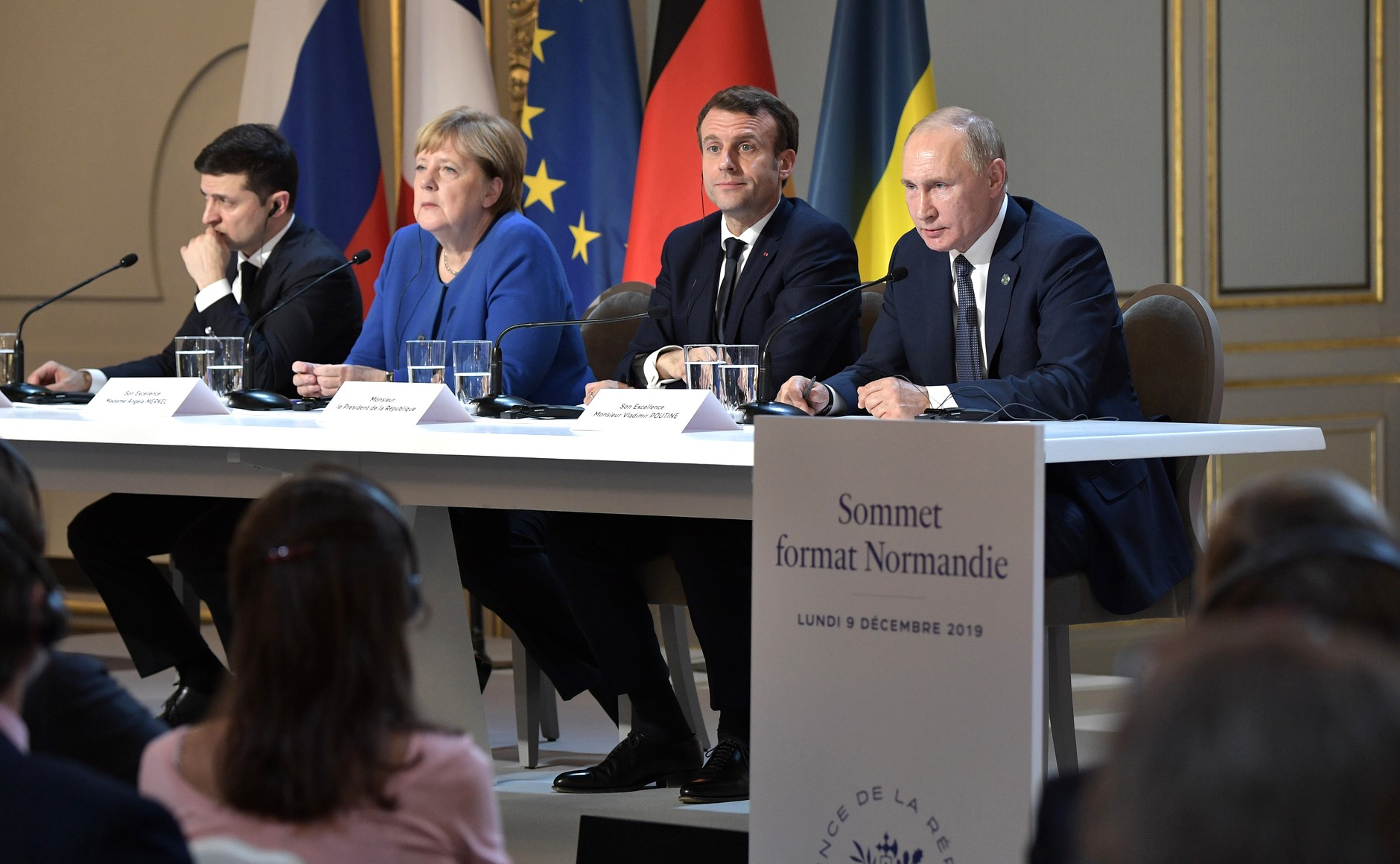
Zelensky, Merkel, Macron e Putin em Paris, em dezembro de 2019.

Após extensas negociações, autoridades da Ucrânia, Rússia, Donetsk, Lugansk e da OSCE assinaram um acordo, em 1 de outubro de 2019, para tentar encerrar a guerra em Donbass. Chamada de "Fórmula Steinmeier", já que a ideia veio do presidente alemão Frank-Walter Steinmeier. O acordo prevê eleições livres nos territórios de Donetsk e Lugansk, sob observação e verificação da OSCE, e então, subsequentemente, estes territórios seriam reintegrados à Ucrânia com status especiais. Uma pesquisa de opinião realizada nos territórios, em Donbass, controlados pelas autoridades das repúblicas de Donetsk e Lugansk, feita pelo Centro de Estudos da Europa Oriental e Internacional, em março de 2019, reportou que 55% da população das regiões separatistas favoreciam reintegração com a Ucrânia. Destes, 24% apoiavam a reintegração total na forma como era antes da guerra, onde voltariam a ser oblasts subordinados a Kiev, enquanto 33% apoiavam o retorno mas com a região de Donbass tendo status especiais dentro da Ucrânia.
Dentro dos parâmetros da "Formula Steinmeier", tropas ucranianas e separatistas se retiraram da cidade de Zolote, em 29 de outubro de 2019. As tentativas de retirada foram atrasadas por um mês devido a protestos de veteranos de guerra ucranianos. Outra retirada foi completada na cidade de Petrovske, em novembro. Após essas retiradas, uma tropa de prisioneiros entre a Ucrânia e a Rússia ocorreu. Então o presidente russo Vladimir Putin e o líder ucraniano Volodymyr Zelensky, o presidente francês Emmanuel Macron e a chanceler alemã Angela Merkel se reuniram, em 9 de dezembro de 2019, para continuar com as conversas de paz que haviam começado na Normandia, em fevereiro de 2015. Ambos os lados concordaram em trocar todos os prisioneiros de guerra restantes até o final de 2019, firmar eleições limpas em Donbass e então anunciaram uma nova rodada de negociações para o começo de 2020.

### Escalada militar entre Ucrânia e Rússia (2021–2022)
Em fevereiro de 2021, foi reportado que Ucrânia e Rússia estavam se preparando para uma possível escalada na violência da região, com o governo ucraniano comprando mais armamentos, incluindo drones Bayraktar TB2, e a Rússia mandando tropas para a fronteira e aumentando sua retórica belicosa em Donbass. Isso representaria o maior estado de tensão na região entre russos e ucranianos em quase sete anos, preocupando as potências Ocidentais a respeito de um reacendimento do conflito.
A secretária de imprensa do governo dos Estados Unidos, Jen Psaki, anunciou em abril de 2021 que o aumento da presença militar russa na fronteira ucraniana era o maior em meia década e deveria acabar, se juntando a líderes de França e Alemanha que pediam para que ambos os lados diminuissem o volume da retórica. Dmitry Kozak, uma autoridade do governo russo, alertou que qualquer escalada do conflito significaria "o início do fim da Ucrânia". No dia 22 de abril de 2021, Ministro da Defesa russo, Sergei Shoigu, anunciou o retorno de parte das tropas que se encontravam junto à fronteira com a Ucrânia.
Em novembro de 2021, a tensão voltou à se intensificar, com ambos os lados acusando o outro de mobilizar armas e tropas para a fronteira. No dia 22 de novembro, a Rússia afirmou que estava alarmada com a movimentação ocidental no sentido de fornecer à Ucrânia armas de alta tecnologia, que segundo o Kremlin estão sendo usadas pelo governo ucraniano para provocar o vizinho. Segundo o governo russo, a OTAN seria responsável de estar armando as forças ucranianas. Diversos países membros da OTAN de fato fornecem armas à Ucrânia e a organização internacional já se comprometeu com a integridade do território ucraniando diante de uma possível invasão russa. Por outro lado, a Ucrânia e a OTAN afirmaram recentemente que a Rússia estaria aumentando sua presença militar na fronteira - são 92 000 soldados russos na fronteira, segundo a inteligência militar ucraniana, que estariam se preparando para um ataque no fim de janeiro ou início de fevereiro de 2022. O governo russo tem rejeitado essas acusações como meramente inflamatórias.
Com a escalada da crise diplomática e com a Rússia movendo mais tropas para a fronteira ucraniana, autoridades russas, como Vyacheslav Volodin, o presidente do Parlamento Russo, começaram a pedir pelo reconhecimento das regiões de Donetsk e Lugansk, na Bacia do Donets, como nações independentes. Segundo especílistas ocidentais, a Rússia quer reafirmar sua posição como potência mundial ao expandir sua zona de influência, o que incluiria a desestabilização política da Ucrânia ao fomentar um conflito no leste. O presidente Vladimir Putin, por outro lado, culpou o expancionismo da OTAN pela crise, afirmando que o Ocidente queria cercar e denegrir o poder russo. De forma mais central, com relação a Ucrânia, Putin afirmou que impediria a entrada ucraniana na OTAN, sob qualquer circunstâncias. O presidente russo já havia reafirmado, várias vezes, como a Ucrânia e a Rússia eram "um povo só" e via a interferência estrangeira naquele país como uma ameaça a segurança da própria Rússia.
Entre os dias 18 e 20 de fevereiro, cerca de 7 mil refugiados, oriundos das Repúblicas Populares de Donetsk de Lugansk chegaram em locais de alojamento temporário na região de Rostov (Rússia).
Em 21 de fevereiro de 2022, o governo russo oficialmente declarou que reconhecia a independência da República Popular de Lugansk e da República Popular de Donetsk, atiçando a crise no leste da Ucrânia. A OTAN e várias países da União Europeia condenaram a atitude da Rússia que, naquele momento, tinha entre 150 000 e 190 000 tropas na fronteira ucraniana. Poucas horas após a notícia do reconhecimento, o Presidente Putin ordenou o enviou de tropas russas para os territórios de Lugansk e de Donetsk para "manutenção da paz", nas palavras dele. Em Donetsk, pessoas foram às ruas comemorar com bandeiras russas, enquanto muitos líderes de nações pelo mundo (como Estados Unidos, Canadá, Alemanha, Reino Unido, Turquia e Coreia do Sul) condenaram as ações russas como uma violação da lei internacional e da soberania da Ucrânia.

#### Invasão russa

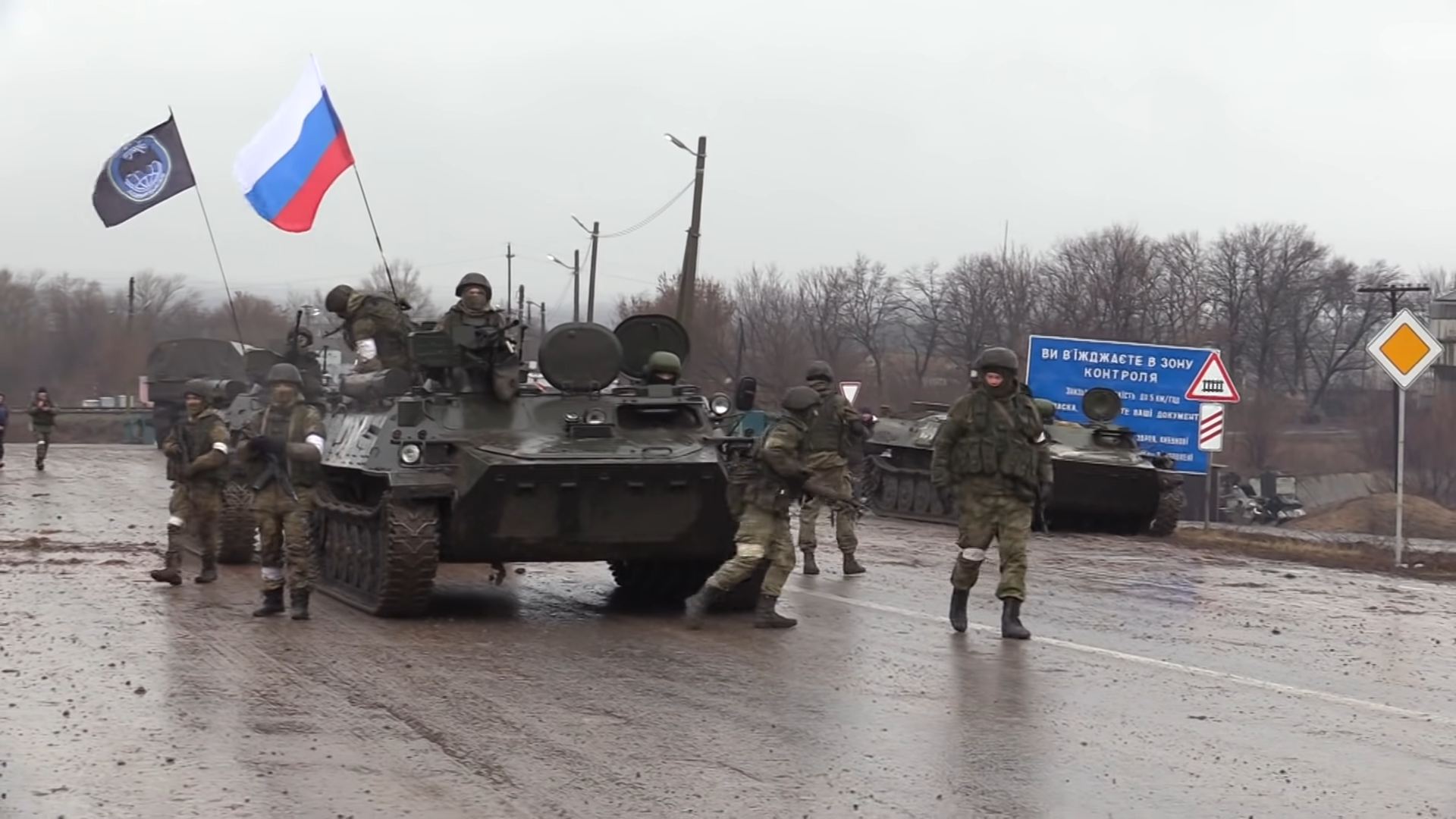
Tropas russas durante a invasão da Ucrânia, em março de 2022.

Por volta das 4h da manhã, horário de Moscou, em 24 de fevereiro, o presidente russo Vladimir Putin anunciou que ele havia decidido lançar uma operação militar no leste da Ucrânia. No seu discurso, Putin disse que ele não tinha intensões de ocupar militarmente o território ucraniano, mas salientou que apoiava o direito dos povos da Ucrânia à autodeterminação. O presidente russo afirmou que pretendia "desnazificar" a Ucrânia e proteger civis de origem russa contra o que ele chamou de "genocídio", exigindo ainda que as forças armadas ucranianas largassem suas armas e não resistissem.
Minutos após o discurso do Presidente Putin, explosões foram ouvidas em Kiev, Carcóvia, Odessa e em várias regiões de Donbass (como Mariupol e Kramatorsk). Autoridades ucranianas afirmaram que a Rússia havia desembarcado tropas perto de Odessa e dispararam mísseis de cruzeiro contra bases aéreas ucranianas e o quartel-general em Kiev. O espaço aéreo sobre o leste da Ucrânia foi restrito ao tráfego aéreo civil como resultado desses desenvolvimentos, com toda a área sendo considerada uma zona de conflito ativa pela Agência de Segurança da Aviação da União Europeia. Apesar do governo ucraniano também ter afirmado que as cidades de Carcóvia e Odessa foram atacadas por soldados da infantaria russa.
No raiar do dia 24 de fevereiro, o presidente ucraniano Volodymyr Zelensky anunciou a instauração da lei marcial na Ucrânia. Ao longo de toda a manhã do primeiro dia de invasão, a Rússia intensificou seu bombardeio aéreo e com mísseis balísticos e de cruzeiro contra alvos militares ucranianos. Tropas aerotransportadas também tomaram posições estratégicas pela Ucrânia, incluindo nas proximidades de Kiev. Segundo informações e videos divulgados na internet, o exército russo atacou o território ucraniano vindo principalmente da Bielorrússia e da Crimeia, mas com combates também acontecendo em Donbass.

## Envolvimento externo
Segundo os jornais alemães Der Spiegel, Frankfurter Allgemeine Zeitung e Die Zeit, cerca de 400 mercenários dos Estados Unidos, empregados da empresa Greystone Limited (filial de Academi, antiga Blackwater USA), estariam colaborando nas operações do exército e da polícia de Kiev em operações contra guerrilheiros no leste da Ucrânia, algo que responderam descrevendo a história como sendo nada mais do que uma "tentativa sensacionalista para criar histeria" por "bloggers irresponsáveis e jornalistas on-line". A noticia tinha sido divulgada no Bild am Sonntag, o qual citou que o serviço secreto alemão Bundesnachrichtendienst, informou em 29 de abril de 2014 a Chancelaria Federal da Alemanha de Angela Merkel do evento. O vice-presidente da empresa de segurança dos Estados Unidos negou as informações que mercenários da Academi estariam na Ucrânia. No começo de maio 2014, de acordo com o tabloide alemão Bild, a CIA e o FBI mantinham dezenas de agentes em Kiev para aconselhar o governo ucraniano, além de combater o crime organizado no país, sendo suas supostas atividades limitadas à capital.

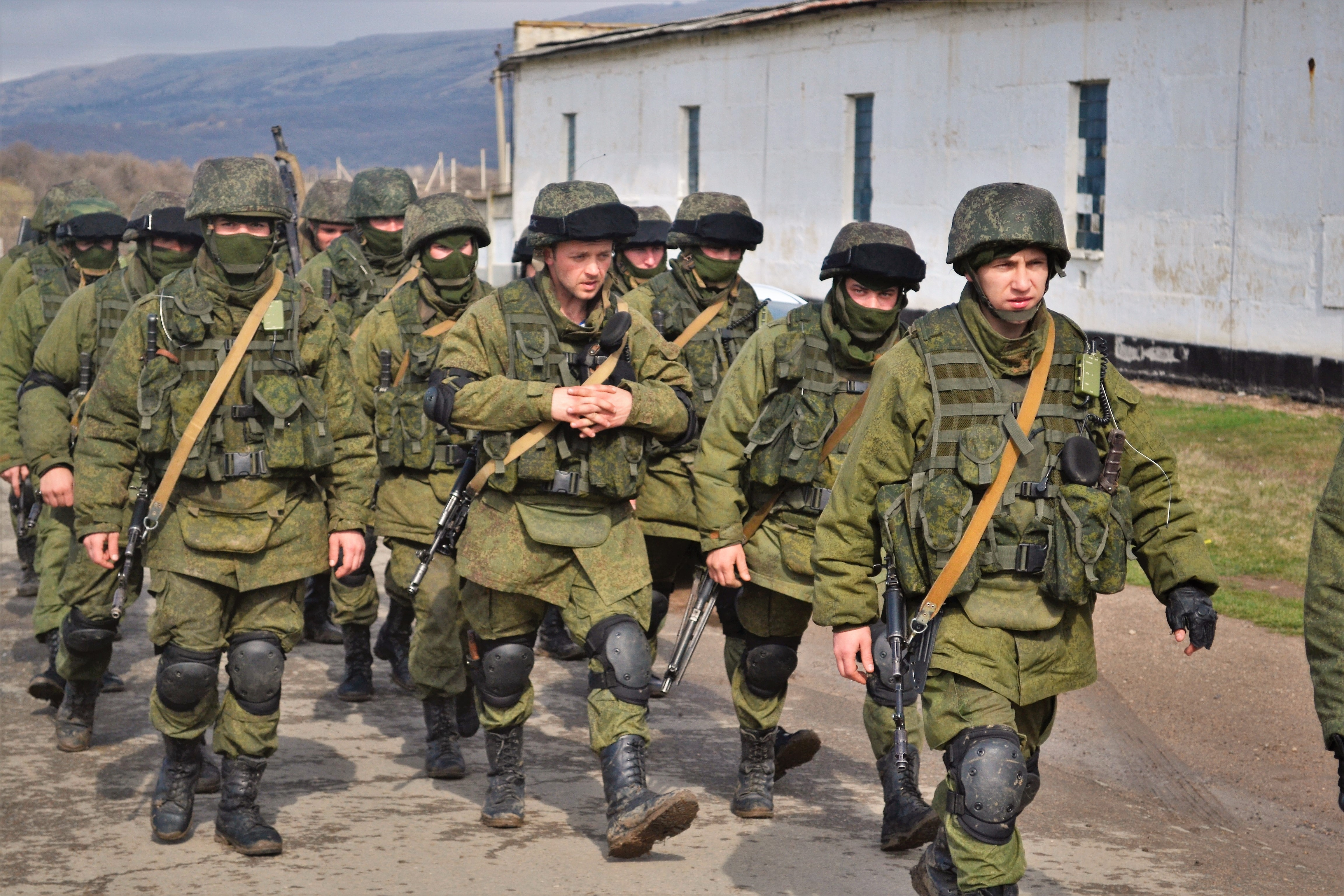
Soldados russos em uma base militar ucraniana na Crimeia, durante a anexação desta pela Federação Russa. Apesar de usarem uniformes e armas russas, as bandeiras e insígnias dos seus trajes foram removidas para evitar identificações.

O Príncipe Carlos da Inglaterra comparou o comportamento de Putin na Ucrânia ao de Hitler. Tal comparação é provável que seja vista como uma crítica do Ocidente por não confrontar Putin sobre a sua anexação de Crimeia. A anexação foi a primeira de uma grande potência na Europa desde 1956, depois da anexação pela Alemanha Ocidental do Protectorado de Sarre. Alguns observadores compararam a crise na Ucrânia, com a invasão de Hitler na Checoslováquia, onde havia uma população alemã significatica no território dos Sudetas.
Segundo o Departamento de Estado americano, o governo russo apoia militarmente e financeiramente os rebeldes separatistas, com ajuda principalmente no formato de equipamentos, treino, logística e até com combatentes.
Desde 2015, denúncias de envolvimento militar russo no conflito na Ucrânia se tornaram mais frequentes. Equipamentos (como armas e veículos) e soldados de etnia russa com uniformes militares russos foram vistos por toda o leste ucraniano. Órgãos de inteligência de Kiev também reportaram que agentes russos estavam diretamente envolvidos na articulação dos protestos separatistas do leste. Jornalistas estrangeiros que tentavam se aproximar de áreas controladas pelos rebeldes pró-Rússia eram frequentemente ameaçados e muitos eram até presos. A Rússia, contudo, nega envolvimento direto no conflito na nação vizinha. Contudo, eles reconheceram que cidadãos de seu país estavam de fato lutando ao lado dos separatistas, mas sem consentimento do governo de Moscou.
Um relatório da ONU liberado em junho de 2015 já indicava que havia uma presença militar russa em massa no leste da Ucrânia, lutando ao lado dos separatistas. Foi reportado que soldados do exército russo intervieram em embates em território ucraniano, como na batalha de Debaltseve onde os rebeldes estavam quase sendo derrotados mas foram salvos por reforços vindos do leste. Estas tropas (que evidências apontam que sejam russas) vieram com armamento pesado e artilharia, equipamentos dos quais os separatistas não detém em seu arsenal. Os Estados Unidos acusaram os russos de envolvimento militar direto no conflito e afirmam que o governo de Vladimir Putin quer desestabilizar a Ucrânia. Por outro lado, as potências ocidentais (especialmente os Estados Unidos), se envolveram ativamente no processo de reconstrução das forças armadas ucranianas, enviando soldados e especialistas para auxiliar o treinamento, ajudando na modernização de equipamento antigo de origem soviética e também fornecendo enormes quantidades de armamentos para o seu exército. Somente entre 2014 e 2018, por exemplo, o governo americano forneceu perto de US$ 1,5 bilhões de dólares em assistência militar à Kiev.
No contexto da Invasão da Ucrânia pela Rússia em 2022, muitos especialistas acreditam que a Rússia criou ou pelo menos artificialmente fomentou um movimento separatista em Donbass com o propósito de desestabilizar a Ucrânia e então usar o reconhecimento das republicas separatistas de Donetsk e Lugansk como base para a invasão em larga escala.
Em 25 de janeiro de 2017, o brasileiro Rafael Lusvarghi, ex-primeiro-tenente da Brigada Prizrak de Lugansk, tornou-se o primeiro estrangeiro a ser condenado criminalmente na Ucrânia por participação na guerra. Foi posteriormente solto provisoriamente por irregularidades no processo, mas depois localizado e capturado pelos grupos neonazistas Batalhão Azov e C14, em ocasião que forçou o governo a adiar seu segundo julgamento.

## Caráter do conflito
A OTAN considera o conflito uma guerra contra soldados irregulares russos e outros consideram que é uma guerra por procuração. O Comitê Internacional da Cruz Vermelha, o árbitro do direito humanitário internacional para as Nações Unidas, descrevem os acontecimentos na região de Donbass como um "conflito armado não internacional". Algumas agências de notícias, como a Agência de Informação e Telegrafia da Rússia e a Reuters, interpretaram esta declaração no sentido de que a Ucrânia estava em um estado de "guerra civil".
O presidente da Verkhovna Rada e ex-presidente interino ucraniano Oleksandr Turchynov considera o conflito uma guerra direta com a Rússia.

## Galeria

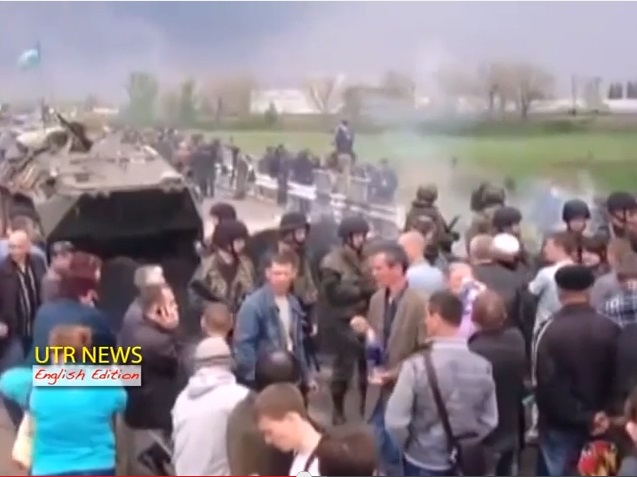
Civis bloqueiam o movimento dos militares ucranianos perto de Sloviansk (Abril de 2014)
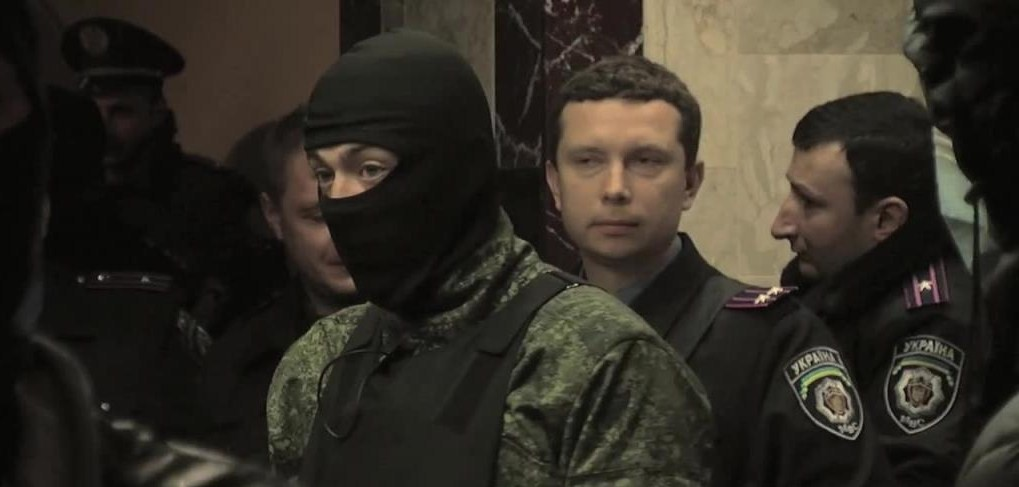
Militantes pró-russos dentro de um quartel da polícia ocupado em Donetsk (12 de Abril de 2014)
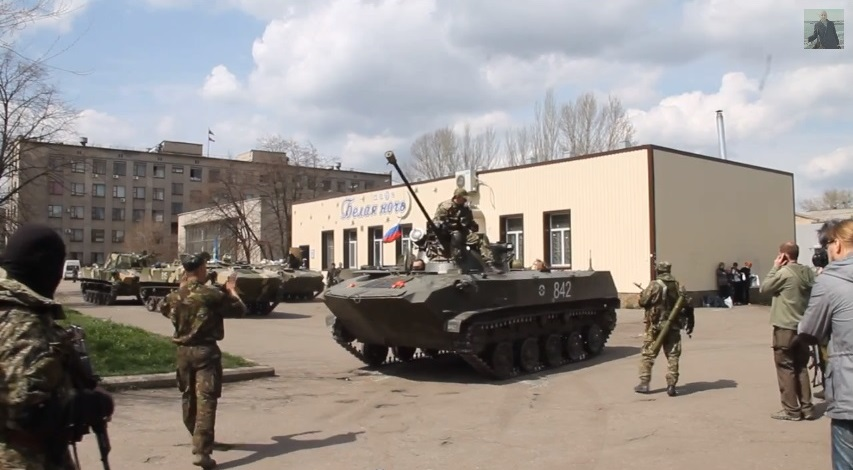
Combatentes pró-russos com veículos capturados em Sloviansk (16 de Abril de 2014)
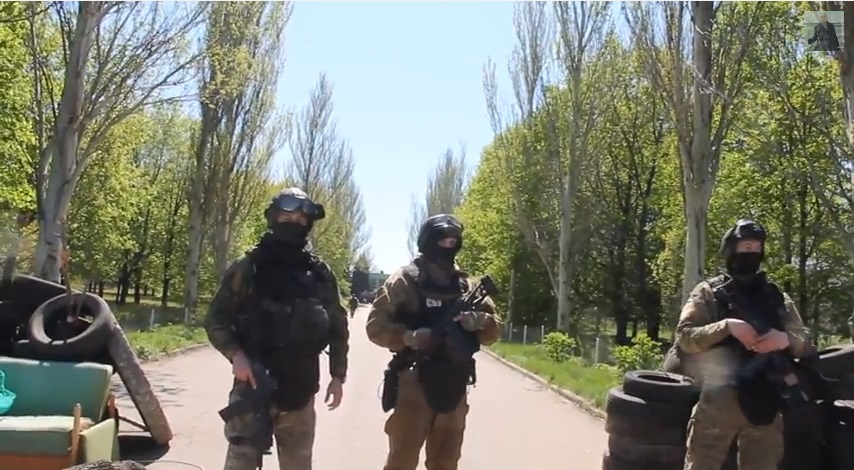
Soldados ucranianos da Guarda Nacional próximos a Kramatorsk (25 de Abril de 2014)
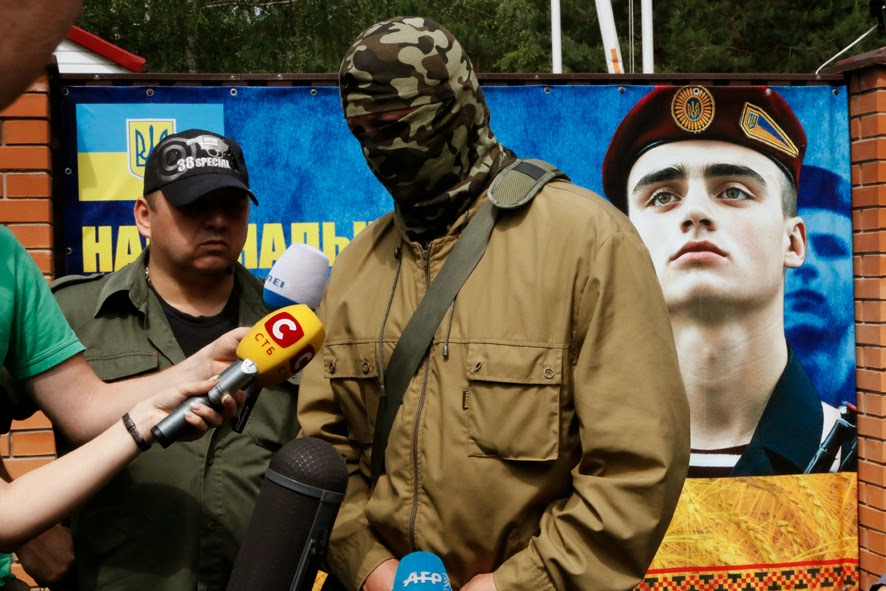
Líder pró-ucraniano do Batalhão de Donbass, Semen Semenchenko (2 de Junho de 2014)
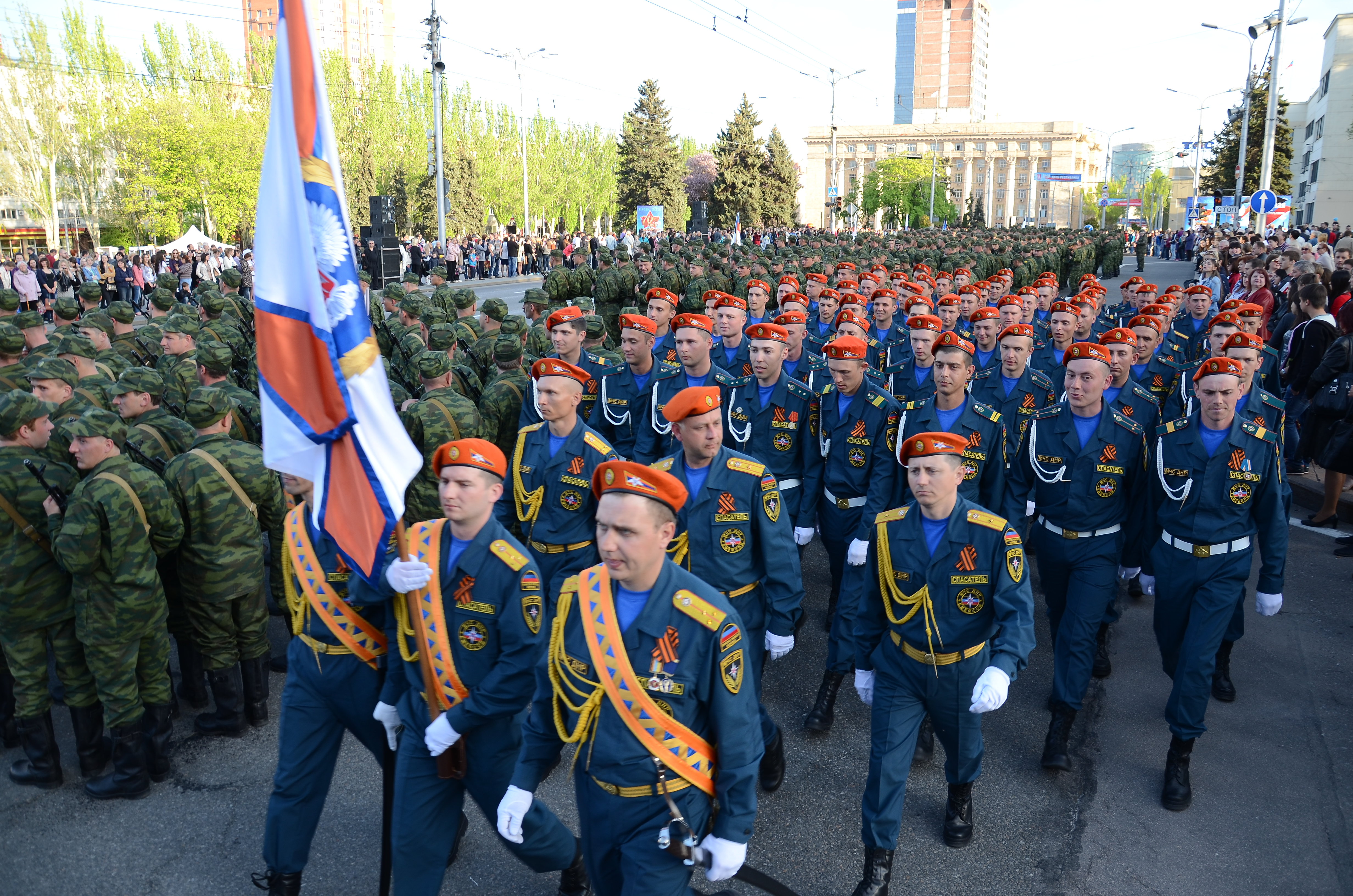
Combatentes pró-russos (7 de Maio de 2015)